# ザ・ホワイトハウスの登場人物一覧
ザ・ホワイトハウスの登場人物一覧（ザ・ホワイトハウスのとうじょうじんぶついちらん）は、アメリカ合衆国のテレビドラマ『ザ・ホワイトハウス』に登場する、架空の人物の一覧である。

## 大統領一家
ジェド・バートレット (Dr. Josiah Edward "Jed" Bartlet) - 吹替：小林薫（シーズン1-4）→小林尚臣（シーズン5-7）
アメリカ合衆国大統領。第1話では冒頭で自転車事故を起こし、「ポータスが自転車事故」と各スタッフのポケベルに連絡が回る所からストーリーが展開される。POTUS（ポータス）とは、President Of The United States（アメリカ合衆国大統領）の略である。シークレットサービスには「イーグル（大統領旗の紋章）」という暗号名（コードネーム）で呼ばれている。
アメリカ独立宣言にニューハンプシャー州代表の代議員として署名したジョサイア・バートレット博士は曾祖父の曾祖父であり、直系の子孫である。ジョサイア・バートレットはニューハンプシャー州の最高裁判所主席判事や知事を歴任した。故郷ニューハンプシャーに広大な農場を所有するなど、名家の当主でかなりの大富豪である。
再発・緩解型の多発性硬化症（MS）に罹っており、1期目の大統領選挙の際は公表していなかった。アビーとの約束で、当初は1期だけで辞めるつもりだったが、2期目を目指すにあたり、国民に事実を公表する。このMSに関しては、たびたびエピソードの核になり、シーズン後半になると症状が次第に悪化する。
父親が校長を務めるキリスト教系の高校に通っていて、授業料は無料だったらしい。この時、父親の秘書として雇われたドロレス・ランディンハム（後述）と出会う。
父親とは不仲であり、正しいことをしていたバートレットにしばし手をあげることもあった。このことから大統領在任中にも何度かトラウマのようになっており、カウンセリングを受けている。また、トビーが超えてはならない一線を超えてしまった要因にもあった。
神父になるためにノートルダム大学に入学したが、他にもハーヴァード大学、イェール大学、ウィリアムズ大学から入学を許可されていた。ノートルダム大に対しては現在でも愛着があり、ノートルダム大が出場するフットボールの試合があった時などはたびたび話題に上ることがある。
大学在学中にアビーと出会ったため、神父の道に進むのを止め、ロンドン大学で経済学の博士号を取得する。その後はダートマス大学で教鞭を執ると共に、ノーベル経済学賞を受賞する。このノーベル賞の額は、ホワイトハウス内のルーズベルトルームの暖炉の上に置かれており、しばしば訪問者などに話題にされる。
大統領になる前は、下院議員を三期、ニューハンプシャー州知事を二期務めた。地元ニューハンプシャーでの人気は絶大で、知事選では60%を超える得票を獲得した。このため1回目の大統領選挙では、ニューハンプシャーでの予備選挙に合わせて地元での選挙活動を行っていたバートレットに対して、スタッフたちが「現状で既にこれだけの人気があるニューハンプシャーでは、これ以上の大幅な支持の伸びは期待できない。」として、選挙戦を有利に進めるためにニューハンプシャーでの選挙活動を打ち切り、まだライバルたちが誰も選挙活動を行っていなかったサウスカロライナ州で選挙活動を行うことを進言するエピソードが登場する。
1回目の大統領選挙では、「学者肌のニューハンプシャー知事」として決して本命視されておらず、後に副大統領を務めるホインズ（当時、上院議員）が最有力候補であったが、レオを始めとするスタッフ、家族の協力で各州での予備選挙を勝ち抜いていく。ついにはホインズに次ぐ2番手に付けていたワイリー上院議員やホインズまでも破り民主党の指名を受諾、本選挙では得票率48%と得票数が過半数に達しなかったが、共和党候補に勝利して合衆国大統領に就任した。
演説の名手であり、一般教書演説などの重要な場面においても、その才能を遺憾なく発揮している。党の指名候補や大統領選も劣勢であったが、彼の演説によって事態が好転したこともいわれている。最もその好例として、3回目の一般教書演説の際には、拍手による中断が73回にも上った。スピーチライターのトビーとサムとはしばし、言葉や表現を巡って議論を繰り広げているのも同作品の見どころである。なお、トビーは勝手にアドリブを入れるバートレットに度々不満を漏らしていた。そのため、バートレットが血圧の高い日はトビーを近くにいさせないようにしている。
バートレットの民主党大統領候補指名受諾演説も名スピーチであったと言われている。また、2期目を狙った大統領選でも共和党のリッチー知事との討論会で相手を圧倒する展開を見せて投票でも圧勝、再選を果たした。
首席補佐官のレオとは30数年の長い付き合いであり、親友である。ただしレオ曰く、親友はあまり多くないとのこと。
典型的なアイルランド系アメリカ人のカトリック教徒でラテン語が上手。感謝祭では毎年ラテン語のスピーチをする。さらに、一般教書演説の晩に自身と代わりにホワイトハウスに残す継承権を有する農務長官から、ラテン語で書かれた合衆国憲法をもらい、その場で大統領の権限の条文を訳すなどその語学レベルは高いと思われる。敬虔なカトリック教徒であるが、シーズン2の最終話では、自身の秘書であり、長年の親友(姉御的存在)でもあったランディンハム夫人が新車を引き取ってホワイトハウスに戻る途中で酔った対向車と衝突して事故死したことに大きなショックを受け、彼女の葬儀が終わった後に大聖堂の中で独り神に向かって「あんたの罰など糞くらえだ。あんたなど糞くらえだ。」と毒づき、神との決別をしたシーンもある。なお、当初は再選に打って出ようとしていたスタッフたちを尻目に、自身のMSを公表し、不出馬を固めていたが、亡くなったランディンハムさんが執務室に出てきてバートレットにキツイ言葉を放ったことで一転して出馬を目指すことになった。
ユーモアセンスは抜群で正義感が強く、曲がったことが大嫌いだが、気さくな性格で周囲を和ませる。ただ、時折、彼の豊富な知識から繰り出される時間的に長い「うんちく」は周囲の悩みの種である。ジョシュ（後述）に国立公園に関するうんちくを披露した際には、「オタク」呼ばわりされていた。
普段は皮肉やユーモアを交えつつも沈着冷静に問題解決にあたり、なおかつスタッフや家族には温厚な態度で接するが、困難にぶつかった時などにしばしば激高し、スタッフや家族に怒鳴りつけることがある。例えば、シーズン1の第3話では、同シーズン第2話で自身のお気に入りだった主治医のモリス・トリバー海軍中尉が任務のためにヨルダンへ空軍輸送機で移動中に、シリア軍の攻撃によって落命した際には、限定的な報復攻撃プランを突っぱね、このプランを検討・提示したフィッツウォレス統合参謀本部議長（後述）らシチュエーションルームに参集していた軍人・アドバイザーたちに対して「全面報復だ!!」と怒鳴りつけるシーンがある。
シーズン1で一般教書演説前に38℃台の高熱とともに体調を崩して、執務室で高級ピッチャーグラスを落としながら卒倒してしまう。インフルエンザで倒れたことになっていたが、実はMSの発症でこの時アビーがレオに病状について告白した。
シーズン1最終話で襲撃事件に遭遇、腹部に銃弾を受けるも、比較的軽傷で済む。この時バートレットは銃弾を受けたことに気づかずリムジンに乗っていたが、異変に気付いた主任警護官バターフィールド（後述）の機転で、即座にジョージ・ワシントン大学附属病院に搬送された。
シーズン4のエピソードで末娘のゾーイが誘拐される事件が発生する。自身の誤った判断を防ぐ為、合衆国憲法修正第25条（大統領権限の一時的委譲）にのっとり、辞任したホインズ副大統領に代わって大統領継承権第2位のグレナレン・ウォーケン下院議長（後述）に、事件解決まで大統領権限を委譲する。
首席補佐官のレオは前述のように30年来の親友であり、また政治面でも「大統領の右腕」として重要な役割を担ってきた。特に、一部の政策分野（おもに外交・軍事や安全保障、テロ対策などの分野）に弱いバートレットに軍事面などからアドバイスを与え、決断を助けうながすのもレオの重要な役割の1つとなってきた。同時にシーズン4でも赤道クンドュー共和国に武力介入を決断したときも、真っ先にレオを官邸に呼び戻すなどレオの「同意」を要するほど信頼していた。
しかしシーズン5で、中東議員視察団の一行がガザで発生した爆弾テロに巻き込まれ、フィッツウォレス前・統合参謀本部議長ら3人が死亡する事態が発生した際には、世論や議会、上級スタッフ、そしてレオが報復攻撃を強く求めるなかで、敢えて軍事介入しようとせず中東和平の道を探ろうとする。もともとバートレットは、シーズン3の頃から外交政策やテロ対策・安全保障政策は穏健政策を採りたかったのだが、レオに押し切られる形で強攻策を採っていた。バートレット自身が兵役経験がないのも要因となっている。しかしケイト・ハーパー国家安全保障問題担当副補佐官が登場してからは、ケイトが大統領の意向に沿う穏健策を提案することもあって、次第にバートレットはレオを遠ざけることになる。
その溝は次第に深刻になり、シーズン6冒頭でキャンプ・デービッドでイスラエル、パレスチナとの中東和平会談が開催された際にも、レオに軍事指示を出させる為だけにホワイトハウスに残るように指示する。このことが更にレオを遠ざけてしまう結果になり、後日キャンプ・デービットに来たレオ抜きでミーティングを行ってしまう始末であった。さらに、その内容もケイトの提案で「パレスチナに平和維持軍を派遣する」というものであり、レオは「平和維持軍を派遣すれば、中東問題の泥沼に巻き込まれることになる」という危惧から反対するが、バートレットはその反対すら聞く耳持たずの状態だった。ついに業を煮やしたレオから「私の意見が不要なら(首席補佐官から)外して下さい」と告げられる。バートレットは愕然としながらも「意見が合わないぐらいで…」と怒鳴り一旦は慰留するも、すぐに「辞める前に後任候補を出してくれ」と告げてしまう。
だが、この辞意了承のショックが一因となってバーナムの森でレオは心臓発作を起こし、倒れてしまう。レオが長時間倒れても周りが気付かずにホワイトハウスに戻っていたときに一報が入り、レオが倒れたと聞いたバートレットは、発作は自分が辞意を了承したせいだと思い、自責の念に駆られる。そして開胸バイパス手術を終えて目を覚ましたレオに「首席補佐官を続ける覚悟はあるか」と聞く。しかしレオが「覚悟はあるが、続けることは無理だ」と応えたために、バートレットは後任候補を推薦させた上で、レオの退任を了承する。このときレオが「候補は1人しかいない」と大統領に推薦したのが、当時報道官であったCJ・クレッグである。この時、以前首席補佐官に就任するよう要請したときに言ったセリフを覚えているかとレオから聞かれ「崖から飛び降りてくれ」と口を揃えて答えるシーンがあるが、バートレットは後任のCJにも同じ文句でそれを伝え、首席補佐官に任命する。
バートレットを演じる俳優マーティン・シーンは、「地獄の黙示録」などに出演したトップ俳優でありながら長くヒット作品がなかったため、本作品で演じた大統領役を俳優人生最高の経験と語っている。シーン自身リベラルな民主党支持者であり、アメリカではこのドラマとの関係からよく応援演説に招待される。
シーズン1〜4まで脚本・製作総指揮を担当したアーロン・ソーキンは、パイロット版（シーズン1第1話）を制作した段階においては、このドラマが大統領の側近たちの日常を題材とすることから、大統領本人はあまり登場させず、月に1度程度のペースで登場させるつもりであった。これは、ソーキンが以前にもアメリカ大統領を題材とした映画「アメリカン・プレジデント」の制作に携わっており、内容が同じような傾向になることを避けたいと考えたからである。実際パイロット版では、大統領は最後のシーンで初めて登場してくる。しかしソーキンによれば、パイロット版を制作した後に彼や他のスタッフたちが「大統領を毎回登場させた方がリアリティがある。」ということに気づいたため、脚本を練り直すと共に、マーティン・シーンに毎回出演を持ちかけたという。これに対し、シーンは二つ返事で出演を快諾、これが現在に至るバートレット大統領が誕生した由来である。
アビー・バートレット医学博士 (Abigail Ann "Abbey" Bartlet M.D.) - 吹替：平淑恵（シーズン1-4）→唐沢潤（シーズン5-7）
ファーストレディ。政治、医療問題、特に女性の人権問題などに熱心に取り組んでおり、それが行き過ぎて夫のジェドと喧嘩になることもしばしばある。しかし、心からジェドを愛しており、多発性硬化症（MS）という難病を抱える夫を常に心配している。自らの地位を顧みずに、夫に医療倫理規定違反の治療を行った事などからも、夫への愛がうかがえる。ジェドの2期目からは、医師免許を返上することで医師としての仕事をストップし、夫のそばに居続けることにした。
シーズン4でゾーイが誘拐されるも、その事件背景に大統領のシャリーフ暗殺を決断した事が遠因になっている事を知り、夫妻の間に隙間風が生まれてしまう。しかしその後和解し、以後はしばしば悪化する夫の病状などと闘いながら妻として夫を支えている。
ゾーイ・バートレット (Zoey Patricia Bartlet) - 吹替：高橋ちよみ（シーズン1-2）／新井里美（シーズン3-4）／竹村奈津（シーズン5-）
大統領の三女で末娘。自由に行動したいと願っており、その行動で大統領を不安にさせているが、大統領からは一番可愛がられている。シーズン1で、ジョージタウン大学に入学し、医学生としての道を歩み始める。また同時に、父親の私設秘書を務めていたチャーリー・ヤング（後述）と知り合い、付き合うようになる。しかし、ロスリンでの銃撃事件でチャーリーが「自分がゾーイと付き合ったことで、大統領の命を危険にさらした」と深い責任を感じたことを契機に2人の関係は冷え込み、ついには別れてしまう。このあとゾーイは、フランス人のジャン・ポールと付き合い始めたものの、チャーリーはまだゾーイのことを思っているようであり、またゾーイの方もジャン・ポールと付き合うのに懐疑的なときもあった。
シーズン4の最終話で、恋人であるジャン・ポールと共に行ったバーで、ジャン・ポールによって酒にエクスタシーを混入された。さらにその後何者かに誘拐される。そのためバートレットは、自分が冷静な判断ができない状態だとして、アメリカ合衆国憲法修正第25条を発動、グレナレン・ウォーケン下院議長（政治的人間関係の項に詳述）に、大統領権限を一時的に委譲した。
シーズン6でチャーリーと復縁する。
エリー・バートレット (Eleanor Emily "Ellie" Bartlet) - 吹替：石塚理恵(シーズン2)
大統領の次女。名付け親は公衆衛生局長官ミリー・グリフィス（後述）である。現在はジョンズ・ホプキンス大学の医学生。
自身の名付け親である公衆衛生局長官ミリー・グリフィスが、マリファナに関して合法化を容認するともとれる発言をし、辞職の危機にさらされていた際に、バートレットに断り無くグリフィスを擁護する発言をメディアに対して行ったことで、バートレットと言い争いになるなど親子関係は一時険悪なものとなる。しかしその後、グリフィスに諭されたことでバートレット自身が思い直し、エリーの発言は決して悪意のあるものではなく、父親である自分のことを心から思ってのものだったと気付いたことで、バートレットが自らエリーに歩み寄り、親子関係は修復された。
シーズン7で、キイロショウジョウバエの研究者であるヴィックと結婚する。バートレットはヴィックのことをハエ男とバカにしていたが、最終的には結婚を認め、ホワイトハウスで挙式が行われる。バートレットはエリーのウエディング姿を見て、娘が幼い時を思い出し涙した。
リズ・バートレット・ウェスティン (Elizabeth Bartlet "Liz" Westin)
大統領の長女。ダグ・ウェスティンの妻。他の姉妹と違って登場回数は少ないが、登場人物たちの会話の中で大統領に何かあったときに度々ホワイトハウスに子供たちを連れてきてやってきていることが明かされていた。最後に三姉妹が揃ったのはレオの葬儀の時である。
ダグ・ウェスティン (Douglas Westin)
リズの夫。シーズン5で、義父であるバートレット大統領の地元であるニューハンプシャー州第一選挙区から下院議員選挙に出馬する。出馬にあたってダグは、選挙を統括していたジョシュに「自らこそ候補に相応しい」と民主党公認として推薦するよう頼んだものの、ダグが立候補しようとしていた選挙区には既に有力な候補者がおり、加えてダグには「大統領の義理の息子」という点しか特筆すべき点がなかったために推薦を受けることは叶わず、結局は無所属で出馬を強行することになる。
その後も、ニューハンプシャー州では大統領選に出馬していたサントス候補と会っている。ジョシュはダグの応援を得ようとしていたが夫婦共々これを拒否した。

## ホワイトハウス職員

### 上級スタッフ
レオ・マクギャリー (Leo Thomas McGarry) - 吹替：佐々木敏
首席補佐官 (シーズン1-6)。大統領上級顧問(シーズン6-7)。民主党副大統領候補(シーズン7)。バートレット大統領とは40年来の親友で、ニューハンプシャー州の州知事を務めていたバートレットに大統領選挙への出馬を勧めたのも彼であり、2度の大統領選挙ではバートレットの右腕(大統領選挙本部代表)として、また親友として彼を支えた。
シカゴ出身で、アイルランド系とスコットランド系の先祖を持つカトリック教徒である。
長年の親友というだけではなく、大統領首席補佐官としてバートレットの信任厚く、他の側近やアシスタント達からも職位からだけではなく慕われている。影響力はかなりのもので、ワシントンでは副大統領を凌ぐ権力を持つと言われている。政権発足当初、ホインズ副大統領とは対立していた。
バートレット大統領は、合衆国憲法修正第25条を発動して一時的に職務をウォーケン下院議長に委譲する際には、閣僚たちとウォーケン代行が分裂した時を心配した閣僚に対して「レオがまとめる。」と断言するほど、レオに全幅の信頼を置いている。
また、普段はホワイトハウスに入れないほどの人たちが持ってくる小規模な問題や扱うほどでもない事案などを、上級・下級スタッフに割り当てて話を聞くという「チーズの日」を発案したのはレオであった。この日の朝には恒例のジャクソン大統領の話をするレオに対して、トビーやサム、ジョシュを含めてスタッフ全員が嫌な顔をするほどである。また、この日になるとCJが話を聞いた相手の言うことにすっかり魅了され、犠牲者とも言われている。
ワシントンD.C.では首席補佐官になる前からもかなりの実力者で、民主党全国委員会委員長の呼び声も高かった。また、四半世紀の民主党の大統領候補を選挙戦で支えたのもレオだと死亡時のニュースでは言及されていたほど、アメリカ民主党にとって最高峰の人材であった。当初バートレットはレオが大統領選挙に出ると思っていたが、レオは逆にバートレットを大統領選挙に出るように説得する。その1回目の大統領選挙において、民主党内でも「リベラルな、学者肌のニューハンプシャー州知事」（ジョシュの言）として本命視されていなかったバートレットが、本命候補であったホインズを逆転し、さらに本選挙で勝利したのも、レオの力に依る所が大きいとされている。さらに、現在のスタッフ（ジョシュ、トビー、サム、CJ）をリクルートしたのも彼である。
このように、バートレットを大統領選に担ぎ出し、勝利に導いたのもレオであり、またバートレットに様々な政策に関してアドバイスを与え、決断を助けるのもレオである。また、上級スタッフをはじめとするホワイトハウス職員を統括し、事細かに指示を出すのもレオである。このような縦横無尽とも言える働きぶりから、ワシントンでは「実質的には共同大統領だ」とまで言われている。またバートレットからも、就任時に「君が大統領になれば良いのに」と言われている。
過去には労働長官を務めていた。そのせいか、ジョシュをリクルートするために会いに行った時（シーズン2第1話）では、ジョシュに「マクギャリー長官」と呼ばれており、長官職はバートレット擁立時に就いていた役職だった。サントス擁立に悩むジョシュ(後1年という事もあり辞める事に躊躇していた)に「私は(労働長官を)辞めた」と言い、ジョシュに信じた道を行けと暗に告げていた。ジョシュがサントス擁立を決意しホワイトハウスを去る事を祝福し激励していた。
側近たちで唯一の従軍経験者でありベトナム戦争では空軍に徴兵され、F-105のパイロットをしていた。この従軍経験や政界での長年の経験もあってか軍事・安全保障分野にも詳しく、安全保障担当の補佐官や軍人たち以外の側近たち、特に上級スタッフの中では最もこの分野に関する知識を有しており、従軍経験がなくこの分野の知識に疎いバートレット大統領をよく補佐している。対して従軍した経験からコロンビアへの軍事行動をやめるように説得することもあるが、その一方で、ミサイル防衛システムの性能や効力を疑問視して導入に消極的な大統領に対し、導入を真剣に検討するよう説得することもあった。戦争そのものは従軍経験から反対だが、国家防衛・安全保障・テロ対策の観点からかなりの強硬派であり、後述の爆弾テロやクマーへの対応について大統領と度々対立していた。安全保障に関して大統領は穏健政策を採っている為、強硬派のレオが中心となって、フィッツウォレス、ナンシーと共に説得にあたることが多かった。だがこれらはあくまで「国防やテロ対策」という分野においてタカ派であり、他国への積極的な軍事介入は否定的だった。バートレットが軍事行動を起こす時は報復ではなく他国への軍事介入であり、レオはそのほとんどの軍事介入は反対していた。唯一同意したのは赤道クンドゥー共和国での民族紛争に対する介入のみだった。結果としてシーズン6での中東平和維持軍派兵で意見対立が決定的となってしまう。比例報復やテロへの報復はアメリカ人として当然の反応の為、逆にこちらに消極的なバートレットの方が支持率が落とす原因ともなっている。
シーズン1で、バートレットが高熱で倒れたと聞いたアビーが、旅行先から急遽ホワイトハウスに帰ってきた事を怪しみ、アビーを問い質し大統領が多発性硬化症である事を告白される。だが、自身がアルコール依存症と薬物中毒を「許してくれた」過去を思い、一人胸の内におさめた。バートレットも一般教書演説当日の日に、大統領継承権をもつ農務長官と入れ替わりになった際に「もし自分に何かあったときは親友を首席補佐官にしろ」と、依存症を世間に発表してから厳しい立場になっていたレオを感動させる言葉を言うなど、大統領にとって欠かせない存在であった。
シーズン2では、バートレットが1期目で降りるかもしれないと思い、大統領からMSを告白された後のトビーと共に「バートレット再選委員会」をひそかに執務室において結成した。
同シーズンで支持率が低下し閉塞していた政権運営状況下で大統領の「思いつき」で始まった選挙資金規正改革や軍内部のゲイ差別に対処するよう指示されたジョシュやサムが仕事にやる気をなくしており、大統領の優柔不断な政権運営を憂いバートレットに諫言し、政権の立て直しを図る。このあたりからバートレットの「強い指導者」として支持率が回復し上がっていく。
シーズン3では、クマーが秘密裏に支援しているテログループがアメリカ本土へのテロ計画の報告が入った際、フィッツウォレス統合参謀本部議長に押される形ではあったが、テロ阻止計画を大統領に提唱する。
シーズン4では見事バートレット大統領の再選に導いた。
シーズン5では、ガザでの下院議員視察団を標的とした爆弾テロへの対処を巡って、武力介入を強く主張したことから、あくまでも交渉による和平を探ろうとする大統領と対立。2人の間に溝が出来てしまう。その後シーズン6第2話『バーナムの森』で、バートレットの仲介によりキャンプ・デービッドで開催されたパレスチナとイスラエルの和平交渉に途中から赴くも、平和維持軍派遣でバートレットと口論となり、2人の関係は悪化は決定的となる。大統領はレオの意見に聞く耳持たずで、レオは辞意表明(この辞意は平和維持軍撤回させる為の切り札だったが)し、大統領は了承してしまう。その口論の後に心臓発作に見舞われ、キャンプ・デービッド内の森で倒れてしまう。その後、しばらく時間が経った後に発見され、すぐにベセスダ海軍病院に搬送され、手術を受けた。この時の容態はバルーンカテーテルによる血管形成術も不可能なほど深刻なものであったが、開胸バイパス手術を受けて回復する。
前述のバイパス手術を受けた後、意識が回復した際に大統領から首席補佐官を続ける覚悟を問われるが、実際に続けることは難しく、後任を選ぶようにバートレットに進言する。この時レオが推薦したことにより、報道官を務めていたCJ・クレッグ（後述）は女性初の大統領首席補佐官となる。その後は、レオ自身もホワイトハウスに復帰するつもりは無く、大統領から「いつ帰って来る？」と聞かれても「1日復帰したら1ヶ月の休みが必要」と答えており、遠回しな表現ながらも明確に復帰拒否をしていた。しかし何か別の仕事に就くつもりはあり、その一方で民間企業への就職には気乗りしていなかった。後日、以前使用していた資料を処分する為にホワイトハウスに訪れた時、他の側近から質問が相次いだり、グチを聞かされたりとレオに不安を抱かせる状況となる。そこにCJから復帰要請もあり、結局は復帰する事にした。ジョシュからその際、サントスの選挙を手伝ってもらえないか匂わされた。
レオの復帰を喜ぶ大統領は、彼の為に新たに大統領上級顧問(アドバイザー)を新設し用意した。復帰当初、上級顧問と言っても名ばかりの為、特別に職掌がある訳でもなく、他の側近からはグチばかり聞かされていたレオだったが、空いている時間を利用して、過去の一般教書演説のVTRを見直して直前の演説と比較し「ビジョンがない」と批判、「何が出来るかは、現職の特権だ」とスタッフ達に活を入れ、バートレット政権退任まで後364日で何を行うか政権運営の見直しを行った。この点を踏まえると他の側近とは違い、「共同大統領」「政権の大黒柱」と言われる所以でもある。
その後、民主党予備選が混乱している事に大統領から、党大会の投票を仕切るよう指示を受け、党大会投票委員長として辣腕を振るう。ラッセル、ホインズ、サントス、そして途中参戦のベイカーと、候補者たちにも物言う立場として党大会での早期決着を仕切った。
シーズン6の最後で、ジョシュが副大統領候補としてベイカー知事に断られたことを受けて、大統領にも「そいつのケツを蹴ってでも説得する」とレオに打診、民主党の副大統領候補に選ばれた。シーズン7では大統領候補のサントスとちぐはぐな関係からスタートするが、やがては右腕の1人として外交や軍事面での優位性だけでなく、政治戦略そのものについても相談し合う関係になった。これまで選挙を取り仕切る側だったレオにとっては、自身が出る初めての選挙ということもあり、遊説先やスピーチの練習中には、主席スタッフとなったアナベスに何度も注意を受けている。副大統領候補の討論会では練習ではまるでダメであったが、サントスからのアドバイスなどで本番では過去最高の副大統領候補の討論会であったと言及されるほどの出来であった。大統領選挙当日に浴室で2度目の心臓発作に見舞われて倒れ、亡くなる（これはレオ役を演じていたジョン・スペンサーが、2005年12月16日にロサンゼルス市内の病院で心臓発作により死去したためである）。なお、副大統領候補が投票日当日に亡くなることは過去に前例がない。そのため、彼の後任の決定方法を巡って混乱が起こった。レオの葬式の回ではバートレットとそのスタッフたち(新旧含め)の心理的描写が描かれている。
会議中に「Bartlet for America」と呟いているうちに擁立することを決意した。バートレットを口説き落とす際、メモ用紙に書いた「Bartlet for America」はジェドとレオの大切な宝物となっており額縁に入れてかざっている。このメモはエピソードの最後の最後まで重要なアイテムとなる(実際は当時知事だったバートレットの下に赴いた際にナプキンに殴り書きしたような咄嗟の物であった)。
レオと、レオを演じるジョン・スペンサーは、共通点が多いことで知られている。レオはアルコール依存症の治療中という設定であったが、スペンサー自身もアルコール依存症の治療中であった。また、前述のレオの死去に関しても、彼は心臓発作によって亡くなった設定であるが、スペンサー自身も前述の通り、心臓発作で死去した。スペンサーが亡くなったのは、59歳の誕生日を迎える4日前のことだった。
（名前について）証人喚問で呼ばれる脚本ができあがる頃までミドルネームは確定しておらず、ジョン・スペンサーの衣装のスーツの内ポケットにはLBMと刺繍されていた。「BだとBénard（というようなさえない名前）位しか思いつかなくて心配した。Thomasでよかった」という本人の発言が、日本で発売されたDVDには記録されている。
ジョシュ・ライマン (Joshua "Josh" Lyman) - 吹替：石塚運昇
次席補佐官（内政担当）(シーズン1-6)。サントス民主党大統領候補選挙本部本部長(シーズン6-7)。大統領首席補佐官(シーズン7)。コネティカット州出身で北部出身であることを度々誇っている。ユダヤ系アメリカ人で、ハーヴァード大学とイェール大学ロースクールを卒業している。その後、ワシントンで政治の世界に入り、当時の下院院内幹事の議事進行係を経験し、アール・ブレナン議員の首席補佐官も務めたことがある。首席補佐官のレオとは、父親で弁護士のノア・ライマン（大統領選挙中に死去）を通じて古くからの知り合いであり、1998年の民主党予備選挙序盤の時、後に副大統領になるホインズ上院議員（当時）の側近だったが、政策面などでウマの合わないホインズの事務所で不満を感じていた。そこをレオに引き抜かれ、バートレットの政務担当補佐官兼選挙陣営の幹部を務めることになり、トビーと共に選挙戦略を担当した。2人の戦略はピシャリと当たった。その後、バートレット政権では自身の得意分野である国内担当の次席補佐官となり、レオの直属の部下にして、上級スタッフとなった。上記の関係から、父親と重ねてみているのか、レオから指示があっても「あなた(レオ)の為に…」というのが口癖でレオからは「大統領の為にだ!」と言い直されていた。
シーズン1ではユダヤ系であることを暗にキリスト教右派から批判され議論になる。
「大統領は汚いことはしない、するのは僕だ」という台詞のように連邦議会での票集め・法案への支持の取り付けなどを主に行っている関係上、議会の慣例や規則に詳しく、それを逆手に取った策を捻り出すのが得意としている。敏腕で熱心な仕事人間。だが、突っ走り気味なところがある。
正式な役職名は国内政策担当大統領次席補佐官で、直接の上司はレオである。若手ながらも役職上、大統領に非常に近い立場の為、自身の責任ではない件まで大統領に叱責を喰らってしまう事がある。
国内政策担当であるため、国内政策担当大統領補佐官を兼務しているトビーと共に議会調整をすることが多く、ジョシュ自身も内政方面を得意としている。時にはサムとともに議会に赴いたりもした(サムは弁護士として実務経験のないジョシュの相棒として同行していた)。また、特に外交や安全保障に関しては避けている面が多かった。しかし、シーズンを追うごとに外交や国家安全保障に絡んで、レオから対応するよう指示を受けているシーンや大統領の他国首脳との電話会談の同席する場面があることから担当職務が広がっていると思われる。自身の役職表現も国内政策から政策担当と変わっている。しかし、依然として外交や安全保障には疎い部分もあるようで、「北朝鮮に600億ドルをやって、アメリカと戦争しないと約束させれば良いのに」と発言し、大統領から「君が国家安全保障会議のメンバーじゃなくて良かった。」と皮肉を言われるシーンがある。
スタッフ(レオを除いて)の中で最も選挙戦略に長けており、バートレットの大統領当選のきっかけになった戦略「サウスカロライナでイリノイの足固めをし、ホインズに南を渡す代わりに我々は北と北西部を取る」はジョシュの発案。後のシーズン6以降の大統領選でもサントス議員だけではなく、現職・前職の両副大統領陣営からも参謀就任要請がある程の実力者(他の陣営からもあった様子)。民主党の全国委員会のグッドウィン元委員長も立候補するなら彼に参謀を頼もうかと言わせるほどであった。
バートレット陣営に参加したのは、レオに誘われたことがきっかけで聴きに行った、ニューハンプシャー州ナシュアでのバートレットの演説が原因である。もともとジョシュは、ホインズの「予備選挙では、社会保障に触れることを避ける」という姿勢に疑問・不満を持っており、そのことでホインズや彼の他のスタッフ達とも議論になった。しかしナシュアでの演説で、バートレットの「子供には、我々（大人たち）よりも多くの物を与えよ」という発言を聞いたことで、ジョシュは「この方針こそが、ホインズに足りておらず、かつ自分が求めていたものだ」と感激し、バートレット陣営に参加を決めた。
女性に人気が高く、マンディー・ハンプトンやジョーイ・ルーカス、エイミー・ガードナー、秘書のドナなど恋愛の噂話が絶えない。マンディーとはバートレットの選挙陣営で知り合ってから就任後の数カ月付き合っていた。また、エイミーとはシーズン3で恋仲となった。要因としては彼の子供っぽさがウケるのではないかと本人なども劇中で語っていた。
シーズン1最終話〜シーズン2冒頭にかけてのエピソードでは、ヴァージニア州ロスリンで銃撃されて、銃弾が肺にまで達するなど意識不明の重体になるが奇跡的に回復する。この時にジョシュのバートレット陣営参加から民主党指名候補までのエピソードが回想される。勝利確定と同時に父親の死の知らせが入り、帰郷しようとしたところをバートレットが現れ、そこでバートレットとの絆が生まれる会話が繰り広げられる。また、意識を取り戻した際にバートレットに対して彼の口癖である「次は何だ？」を口にしている。
シーズン2では、銃撃後に数カ月で回復し復帰。また、クリスマス時に銃撃事件のトラウマに悩まされるエピソードがあり、この時はレオの紹介したスタンリー・キーワース博士（後述）に治療を受ける。この時、ジョシュは音楽に影響を受けて本人も知らずのうちに自殺願望が根底にあったかのようなシーンがあった。
ジョーニーという姉がいたが、自宅が火事に遭った際に亡くしている。この時の体験は、ジョシュに複雑な影響を与えたようで、シーズン1でNSCの職員から核攻撃を受けた際の避難所が示されたカードを渡された際にも、CJやサムが渡されていないことを知って以来、ジョーニーの事が頭から離れず、セラピストのもとを訪れている。
シーズン3でハイスクール時代のルームメイトの恋人だった女性団体のメンバー、エイミー・ガードナーと再会する。一目惚れ後交際を始めるが、結婚奨励制度を巡って二人の仲に亀裂が生じ、離別する。
シーズン5では、民主党の上院議員クリス・キャリックを説得の為動くもタカ派的な性格が禍し、説得を失敗。元々、民主党派でありながら共和党拠りなところがあったその議員を離党させてしまう。党上層部からも責任を問う声が上がるも、レオの判断で一時職務を限定されてしまう。しかし、繋ぎ予算・翌年の本予算の成立を巡り下院議長と共和党との攻防で復帰。奇策を次々の提案し、劣勢だった政権に弾みつけさせ予算成立となった。
シーズン6にて、マット・サントス民主党下院議員の資質に惚れ込み、クリスマス休暇で地元ヒューストンに帰っていたサントスの自宅までわざわざ訪ねて行って大統領選挙に立候補するように説得するなど擁立に奔走する。最初は渋っていたサントスが出馬を決め、選挙参謀にジョシュが就くのが条件と言われると、その条件を受け入れて大統領選挙対策本部長に就任する。このサントス陣営旗揚げにより次席補佐官を辞任し、以後は民主党内でもラッセル現副大統領やホインズ前副大統領など有力候補の陰に隠れ“第3の候補・弱小候補”として扱われていたサントスを民主党大統領候補にすべく、選挙参謀として奔走する。その際、選挙戦略を巡ってサントスから提案を拒否されるばかりだったが、何とか草の根運動を行い支持率を上げて行く。ジョシュのアドバイスも聞き入れられるようになり、サントス自身のスピーチCMもあって支持を拡大。ホインズの女性スキャンダルによってサントスは2番手候補へとのし上がった。この時ラッセル陣営からサントスを副大統領にして妥協しようという裏工作があり、ジョシュは最初は断っていたが劣勢な状況から徐々に受け入れも検討し始めていた。民主党は党大会まで候補が決まらなかったが、ジョシュはかつての上司であるホインズの取り込みなどを画策(ホインズに大統領アドバイザーの座を自己判断によって提示)。大会当日にはラッセルとの激しい争いを繰り広げていたが、ラッセルの副大統領候補と目されていたベイカーが急遽参戦したことによって敗戦が濃厚となった。サントスもジョシュも撤退を考え、レオや周囲から、撤退してラッセル支持を公表するよう要請を受けたが、サントスは最後のスピーチでこれを拒否し、自分の信じる候補に投票してほしいと訴える。名演説となったこのスピーチによって多くの代議員の支持を受けて、最終的に圧倒的な票数でサントスの民主党大統領候補へと導くことに成功した(シーズン6)。その後、本選挙でも教育問題や宗教問題、中絶問題や原発事故問題など紆余曲折を経て、共和党の大統領候補であるアーノルド・ヴィニック上院議員（後述）を破ってサントスを当選へ導き、サントス政権では大統領首席補佐官となる（シーズン7）。
シーズン6でサントス擁立の為、ホワイトハウスを去る時にトビーから残り任期わずかだったこともあり「見捨てるのか！」と言われてしまう。ジョシュは立ち止まりたくはないとして辞職。後日、ワシントンに来たジョシュがホワイトハウスに訪問した時、出入り口で見かけたトビーを呼び止めても無視されてしまう。何とかホワイトハウス内に入館し、レオやCJなど旧知のスタッフと話をしていたが、先ほどのトビーの様子を話す中でトビーの弟・デイヴィッドの死去について知らされる。ジョシュはこのことを全く知らされていなかったが、同時に他の側近たちも葬儀に参加していなかったことも併せて教えられた。トビーと話をしたいこともあり哀悼を伝えにトビーの部屋を訪れ、弟の死去で気落ちをしていたのか様子が変なことを感じつつも、哀悼の意を伝えつつ以前のように話をしようとしたが、辞めた事を恨まれてしまいジョシュが資料を投げつけるなど殴り合いの大喧嘩になってしまう。その際、かつてから思っていた事が思わず口に出てしまい、関係は最悪となった。しかし、“腐れ縁”や“ノスタルジー”といった本人たちが表した言葉のように、トビーの解任後はジョシュが自宅に会いに行ったり、電話をするなど、批判や文句は言いつつも長年の同僚としての関係の強さが垣間見えた。
トビー・ジーグラー (Tobias Zachary "Toby" Ziegler) - 吹替：佐々木勝彦
広報部部長。国内政策担当大統領補佐官。報道官兼任(シーズン6〜)。ニューヨーク市立大学シティカレッジ卒業。主にサムと共に、大統領の演説原稿を手掛けている。
自らの信念と物事を中立に見定めて思考する為、穏健政策（時には優柔不断になりがちな）を採りがちな大統領と険悪なムードに陥ることがたびたびある。特に大統領からMSに罹っていることを打ち明けられた際には、大統領を激しく非難し、大統領から逆に怒鳴られている。
ジョシュ同様、ユダヤ系である。シーズン1第1話ではジョシュと共に、ユダヤ系であることを暗にキリスト教右派から批判され、議論となった。
かなりの皮肉屋かつ毒舌家であり、普段から皮肉っぽい発言が目立つ。しかしシーズン1第10話では、クリスマスに凍死したホームレスが、自らが慈善団体に寄付したコートを持っていたことから、そのホームレスの経歴を調べたり家族を捜したりした上で、朝鮮戦争に従軍した退役軍人であったことを知ると、不遇ぶりを気の毒に思いアーリントン国立墓地での葬儀を手配するために奔走するなど、人情深い面も併せ持っている。
若手スタッフのまとめ役でもあり、スタッフ達が勝手なことをしてピンチに陥ると怒鳴りつけたり大統領に進言して解任を考えたりするが、大統領の前では彼らを庇う兄貴肌の一面も持っている。前述にもあるように人情深い面を併せ持つが譜代意識が強いせいか、外様のウィルや大統領選再選のために雇われたブルーノ・ジアネッリ配下の選挙スタッフと争う場面が多い。。
弟のデイヴィッド・ジーグラー博士は、NASAで宇宙飛行士として勤務していたが、ガンに冒されたことを苦に自殺してしまったことが、シーズン6でトビーの口から明らかにされる。また、父親はユダヤ系マフィアであり、何度か服役しているとのこと。このためか、トビーはあまり父親の事を快く思っていない。
後述のアンドレア・ワイアット下院議員は元妻である。シーズン4では彼女との間に男女の双子（ハックとモリー）が誕生した。
シーズン5にてバートレット政権2期目以降メッセージに自信が持てなくなってしまい、部長職をウィルに譲るつもりで辞意をレオに打ち明けるも却下された。ウィルが副大統領の首席補佐官に就任することが先決となってしまったためでもある。また、社会保障制度改革を巡って大統領には了解をとるも補佐官やジョシュらに秘密裏に動いて議員たちに会うも、ジョシュとウィルの動きとウォール・ストリート・ジャーナルの記事によって状況が変わり、大統領にも叱責されて補佐官に辞表を提出したことがあった。だが、ジョシュの助けなどもあって制度の維持の議論が進んで政府が身を引くことによってトビーの辞任もなくなった。
シーズン6ではCJの首席補佐官昇進に伴い、報道官を臨時で兼任する。報道官就任当初は、報道官の仕事になかなか慣れることができず、苦労することが多かった。また、前任者であるCJのやり方に慣れていた記者たちからあまり歓迎されていなかった。しかし、苦労しながらも副報道官として新たにホワイトハウスに採用されたアナベス・ショット（後述）のサポートを受けながら徐々に報道官としての仕事をこなせるようになる。CJからは早く後任を選任する様命じられていたが、結局有耶無耶の内に「兼任」することになった。
同シーズンでホワイトハウスを去ったジョシュと殴り合いの大喧嘩をしてしまい（その際右頬をケガしてしまう）、ジョシュから言われた自身への誹謗中傷によって泣き崩れてしまう。だがシーズン7では、大統領から解任され（後述）自宅にいたところをジョシュの訪問を受けたり、共和党のヴィニック陣営と大統領選を戦うジョシュに対してアドバイスを送るなど、やや関係改善の兆候が見られている。
シーズン7にて、事故で空気漏れが発生した国際宇宙ステーションに取り残された宇宙飛行士を救出するため(亡き弟が宇宙飛行士だったことも影響していた)、米軍が密かに開発していた軍用スペースシャトルに関する国家機密を漏洩したことをCJに告白する。そのことで大統領との関係悪化が決定的になってしまい、辞表を提出しようとしたところ、大統領によって拒否され、代わりに広報部長兼国内政策担当大統領補佐官（報道官職を含め）を解任されてしまう。また、トビーが軍用スペースシャトルの存在をリークしたことによって、宇宙空間での軍事利用は正しいのか、世間で激しい議論が巻き起こることになり、トビーに対する恩赦を求める声も上がった。その後、ホワイトハウスを去るバートレットから、大統領恩赦を与えられて免責される。
免責後は大学で政治学を教えている。シーズン7の冒頭ではコロンビアでの生活を送っていることをバートレット元大統領に聞かれている。
トビーとトビーを演じるリチャード・シフとは同じニューヨーク市立大学シティカレッジの卒業である。シフによれば、今回このトビー役を演じたことで、母校から講演依頼が舞い込んだとのことである。
サム・シーボーン (Samuel Norman "Sam" Seaborn) - 吹替：吉田栄作(シーズン1-2)、横堀悦夫（シーズン3-4,7）
広報部次長 (シーズン1-4)。サントス政権大統領次席補佐官(シーズン7)。プリンストン大学卒。
政権内では広報部次長として一般教書演説などの大統領のスピーチ原稿を手掛けている。普段はトビーと共に仕事をすることが多い。しかし、環境問題などに関してトビーよりも更にリベラルな意見を持っており、サムが書いたスピーチ原稿からトビーがやや過激な部分等を削除し、手直しすることもある。このことで2人はしばしば対立することもある。
上記のようにスピーチライターがメインな業務の為、政治そのものに携わることが少ない。親友だが所属が違えど上席に当たるジョシュの苦労をあまり知らなかったが、再選運動中インディアナ州で置いてけぼりを食ったジョシュの代わりに大統領に政策助言を務めた際、初めて「政治のカオス」に触れ、改めてジョシュの職位の意味と次席補佐官を務める友人の凄さを知り感動をし、満足な助言を1回しか出来なかった事を後悔しつつもまたチャレンジしたいと意欲を見せていた。
第1話での初登場は、コールガールのローリー（後述）との一夜を明かしたところにポケベルが鳴り、呼び出しがかかるというシーンであった。後にローリーとの関係はメディアなどの知るところとなるが、サムが違法なことをしていない（売春行為）をしていないと知った大統領は、サムを許し、ローリーに将来的にコールガールの経歴が不利になることのないように保証するなどの寛大さを見せている。
サムがバートレット陣営に加わったのは、旧友のジョシュから誘われたことが始まりである。そもそもサムはバートレット陣営に加わる前には法人弁護士として働いており、当時婚約していたリサ・シェルボーンとの結婚も控えていた。しかしジョシュの誘いでバートレット陣営に加わったことで、リサとは破局した。
シーズン4でカリフォルニア47区から下院選挙出馬のため、次長を辞任しホワイトハウスを去る。
シーズン7で、カリフォルニアで法人弁護士を務めていたところをジョシュに再び誘われる。本人いわく、聞いたらジョシュが吐くというほどの年収と、結婚間近の彼女がいることを明かし、当初は固辞する。しかし、ジョシュの執拗な誘いと強硬的な対応などによって就任せざるをえなくなる。サムは、サントスの大統領就任前に、選挙活動で疲労困憊しストレスがたまっていたジョシュが休暇を取ることを条件として、サントス政権での大統領次席補佐官に就任し、ホワイトハウスへと復帰する。
ウィル・ベイリー (William "Will" Bailey) - 吹替：桐本琢也
広報部次長(シーズン4-5)。副大統領首席補佐官(シーズン5-)。広報部長(シーズン7、トビー解任後)。
妹のエルシーからはウィリーと呼ばれるが、それを嫌っている。
カリフォルニア州オレンジ郡ニューポートビーチの第47下院選挙区における民主党候補ホートン・ワイルドの選挙参謀だったが、ワイルドが病死した後も選挙を戦い抜き、過去民主党が勝ったことがない47区で、候補者死亡という状態でありながら見事勝利を勝ち取った手腕の持ち主。選挙中、記者会見で相手候補の事を「生きてりゃ良いってもんじゃない」とかなりの毒舌発言をする。
後任候補を立てて自分はバカンスに出かけようとするが、当選者が死亡しているため改めて行われることになった47区の選挙に出馬するサムの推薦で、トビーを手伝って大統領就任演説の原稿を手がけたことからバートレットに認められ、たった三ヶ月で広報部次長兼大統領特別補佐官に就任する。少々頼りなく見えるが、芯に固い信念と熱い心を持ち、頭の切れる男。ゾーイが誘拐された時も、現政権の危険性を指摘していた。
父はNATO連合軍の最高司令官トーマス・ベイリー少将でベルギーのブリュッセル育ち、奨学金でケンブリッジ大学に留学した後、カリフォルニア州知事のスピーチを書いていた。エルシー・スナッフィンという義理の妹とチームを組んでいる。もともとは弁護士で、空軍の法務部に所属している。。
シーズン5でトビーにこき使われる毎日に嫌気がさしていたところ、新たに副大統領となったボブ・ラッセルに乞われて彼の首席補佐官となる。元々外様でもありトビーへの反抗心もあってラッセルの視点、外からの視点でものを言うようになったため、トビーとの関係は険悪なものになってしまう。しかしスピーチライター・補佐官としての才能は、トビーも内心一目置くほどのものである。また、レオが倒れた際には、後任の首席補佐官の有力候補として名前が挙がったこともある。ラッセルの首席補佐官になって以降も上級スタッフのミーティングには参加している。
シーズン6で大統領選に立候補したラッセル副大統領の選挙参謀を務める(ジョシュにも共に手伝ってもらえないか声をかけた。ジョシュの下を離れたドナもスタッフに加わる)。その手腕は、凡庸なはずのラッセルを民主党内の最有力候補にまで押し上げるほどに優れており、途中まではサントスやホインズら他の候補者に対して有利に選挙戦を戦うが、民主党全国党大会でサントスに敗れる。
シーズン7で、大統領から解任されたトビーの後任として、CJにより広報部長兼報道官に任命される(元広報部で副大統領の首席補佐官として官邸内にいたため)。就任後はトビーの後任をなんとか担い、報道官としても徐々に安定していく。また、安全保障担当大統領副補佐官のケイト・ハーパーとのロマンスを匂わせる展開も同シーズンでは盛り込まれている。
シーズン7冒頭の3年後のエピソードでバートレット大統領の退任以後、下院議員に立候補。当選し、歳入委員会に入ったことが同エピソードから明らかになっている。
カードの腕前もかなりの物で、カード捌きにスタッフ達も目を見張っていた。
クローディア・ジーン“C.J.”クレッグ (Claudia Jean "C.J." Cregg) - 吹替：夏木マリ（シーズン1-4）,堀江真理子（シーズン5-）
ホワイトハウス報道官(シーズン1-6)。首席補佐官 (シーズン6-)。オハイオ州デイトン出身。カリフォルニア大学バークレー校卒。
ホワイトハウス大統領報道官としてバートレット政権の動向を、メディアを通して国民に伝える"ホワイトハウスの顔"。広報部に所属しており広報部長トビーの部下。定期的に開かれる記者会見で、報道陣から答えづらい質問をされた時など、ユーモアを交えてうまくかわすのがCJの技。知的でしっかりしているようで、おっちょこちょいの一面もあり、周囲を和ませる。記者のダニーと恋仲になるも自身の役職と記者との関係から素直になりきれないが、ダニーがホワイトハウス記者に復帰したときは他の記者の前にも係らず、喜んでいた。シーズン7で中々進展しない二人の関係に決着がつく。なお、シーズン1とシーズン2からのオフィスが異なり、前者はジョシュの部屋の隣、シーズン2以降はジョシュの部屋のちょうど真向かいとなっている。
政権内では、報道官として大統領からも信頼され他の側近からも尊敬を集めていたが、記者たち(特にダニー)に「近すぎる」という疑念も持たれ軍事行動に関する情報伝達を一人遅らせて伝えられる等、情報をリークするのではとある意味危険視されていた。
バートレット陣営に加わる前はロサンゼルスの広告代理店で働いていたが、顧客の映画監督ロジャー・ベッカーとのいさかいが原因で、得意客であるベッカーを手放したくない会社から解雇されてしまう。この時の年収は55万ドルであったという。
解雇されて自宅に帰ってきた時に、帰宅前に訪問していた友人のトビー・ジーグラーからバートレット陣営に加わらないかと持ちかけられる。CJは州の選挙は手伝ったことはあるが、全国選挙は手がけたことがないので不安だと言い、また収入が年収55万ドルから週給600ドルになってしまうことに若干不満を示しつつも、バートレット陣営に参加した。この時CJに目をつけたのはレオであった。
トビーとは彼がニューヨークでの上院議員選挙のスタッフとして働いたときに、彼女がPRの仕事をしていたことで出会った。対立候補に大幅に負けていた中で彼女が加入後2〜3ポイント回復したことで関係が続いたと『CJの1日』でトビーから語られた。
シーズン3で、ある発言が元で脅迫を受けるようになった際に身辺警護のためについたシークレットサービスのサイモンと恋に落ちるが、彼は強盗事件に巻き込まれ命を落としてしまう。不倫問題で辞任したホインズ前副大統領と、10年前に関係を持っていたことがあり、ホインズにこの関係を回顧本で暴露されてしまうが、ホインズに削除するように詰め寄り、削除させた。父タルミッジはアルツハイマーを患っている。
シーズン6では、心臓発作に倒れたレオの後任として首席補佐官に昇進する。昇進直後は、経験や知識が不足している部分がある中で四苦八苦しながらも頑張るが、入院中のレオの病室に1人で見舞いに訪れた際には、寝入っていたレオに「無理です」と泣きついてしまうほどその苦労は大きなものであった。また、今まで側近達の格付けではウィルが着任した後もほぼ末席に近かったが、首席補佐官に昇進した事でトビーやジョシュとの立場が逆転してしまい、トビーとジョシュは指揮系統で混乱してしまう。だが、そういった事も乗り越え、閣僚や他の上級顧問達を見事に抑え、優れた手腕を発揮する。
シーズン7で、スペースシャトル機密漏洩問題でトビーから告白を受け、広報部長などの職を解任する。政権退任間近にワイアット議員からトビーへの恩赦を歎願され、最後の仕事として恩赦を大統領に進言する。
サントス政権でも大統領付特別顧問のオファーを受けるが、IT長者のフランクリン・ホリスより100億の資金出資をもとにした財団設立の依頼と、その財団トップのオファーを受けて今後の進退に迷う。
バートレット政権終焉に伴い、最後の勤務を終えホワイトハウスを出たCJは、官邸の外に居た人に「ホワイトハウスから出てきましたよね？スタッフですか？」と聞かれるも「関係ありません」と一言答えダニーとの待ち合わせ場所に向かい、故郷ロスへ帰った。その後ダニーとの間に子供が生まれ、3年後のエピソードを描いたシーズン7第1話では、バートレット元大統領に、子供の写真を見せるよう頼まれている。
このCJというキャラクターは、クリントン政権時代に大統領報道官を務めたディ・ディ・マイヤーズがモデルとなっている。マイヤーズ本人も、アドバイザーという形でこの番組に関わっている。
アナベス・ショット (Annbeth Schott) - 吹替：片貝まこ
ホワイトハウス副報道官(シーズン6-)
シーズン6からホワイトハウスにやって来た女性スタッフ。副報道官として、広報部長兼報道官を務めるトビーを様々な面からサポートする。
最初の登場は、CJの後継となる報道官の面接・オーディションのシーンである。このときトビーはドナと共に、首席補佐官に昇進したCJの後任者を選ぶために報道室で面接・オーディションを行っており、アナベスは別に募集を行っていた副報道官の面接を行っているという間違った情報を聞いて報道室へと入ってきたという設定であった。この時トビーはあまりアナベスを相手にしていなかったが、面接の結果アナベスを副報道官として採用することに決定する。
副報道官として記者会見をこなすことがあるほか、報道官の仕事になかなか慣れることが出来ず苦労するトビーをサポートする。さらに記者相手にも物おじせずに対応する度胸の強さもあった。アナベスのサポートの甲斐もあり、トビーも徐々に報道官としての仕事に慣れていく。
シーズン6でレオが党大会を取り仕切ることになった際には、スタッフとしてレオに随行。シーズン7では副大統領候補となったレオの右腕となって(それに伴ってホワイトハウスのスタッフを辞任していたことが本人によって明かされている)、これまでは選挙の参謀にすぎなかったレオとって、初めて候補となったことを自覚させ、仕草や言動においても指摘するなど良き秘書的な役割をこなしていた。時にはサントスの演説中に腕時計に何度も視線をおくっていたレオに対して、腕時計を没収させるほど。
シーズン7サントス政権では、ファーストレディ報道官に就任。
名字は“ショット（Schott）”であるが、よく似た名字である“スコット（Scott）”と名前を間違われることがしばしばあるようである。最初に登場したシーンでも、ドナに“スコット”と間違われ、この時は自身の名字であるショットと、同じ発音である“Shot”という単語を掛け合わせて説明・訂正をした。
マンディー・ハンプトン (Madeline "Mandy" Hampton) - 吹替：佐藤しのぶ
広報部メディア担当。政治コンサルタントとして、バートレットに対抗していたロイド・ラッセル上院議員の顧問を務めていたが、ロイドが民主党の党大会で注目を集めるために大統領支持へと方針を転換、それに伴って解雇される。唯一の顧客を失って失意に暮れていたときに、ジョシュからホワイトハウスで働くことを持ちかけられる。
メディア担当として当初はイメージ戦略を担っていたが、他のスタッフ同様に法案の票の取り纏めもするようになる。並行して、世論調査センターの指揮を執る。
大統領選でレオやジョシュ達と共にバートレット選挙本部に参加していたが、袂を分かつ。その際、纏めたバートレット打倒戦略がダニーに流出してしまう。その流出が元で大統領やレオの信頼を失ってしまい、イメージ戦略から外されてしまう。後任はCJが担当するようになり、マンディーは議会担当と世論調査センターの指揮が主な仕事になる。
その後、共和党の議員のもとで働くために辞職。
かつてはジョシュの恋人であった。

### 大統領・上級スタッフたちの秘書
チャーリー・ヤング (Charles "Charlie" Young) - 吹替：鈴木祐二（シーズン1-4）、佐藤拓也（シーズン5-）
大統領私設秘書。黒人である。もともとは大統領の郵便係に応募したのだが、人事部の担当者であるミセス・ディラガーディアが彼の才能を見抜き、大統領の私設秘書に推薦・採用された。チャーリーが採用された時にはひと悶着があったようであり（詳細はデボラ・フィダラーの項で詳述）、チャーリーはそのことを調べた上で、フィダラーをランディンハム夫人の後継の大統領公設秘書として推薦することになる。
母親はワシントンD.C.警察の警察官だったが、チャーリーに頼まれて夜勤のシフトに交代した日に銃撃を受け、殉職している。このことはチャーリーに「母親が死んだのは、自分がその日は夜勤に交代してほしいと頼んだからだ」と考え、負い目を感じている。また、バートレットに私設秘書として働くことを正式に持ちかけられた
妹が1人いる。チャーリーが郵便係に応募した理由も、母親亡きあと、兄として妹を養っていくためであった。
大統領に仕えているとはいえ、私設秘書の為、給料は高くないが、妹を養いながらもいくつかの団体に寄付を行っている。
最初に登場した際から、非常に頭の回転が速く、優秀な様子を見せていた。最初に登場した回では、演説前にもかかわらずメガネが見つからないため、不機嫌になっている大統領に対して、メガネのあると思われる場所を進言したことで大統領に認められた。また、大学の履修登録を行っている際に、その書類を見たサムに「君ってどれだけ頭が良いの？」と驚かれている。また、この際には「中の上ぐらいです。」と答えるなど、ユーモアセンスも持ち合わせている。
その献身的で有能な働きぶりなどから、大統領には大変気に入られており、自分の息子のように可愛がられている。実際に大統領から、バートレット家に伝わる家宝（ポール・リビアがバートレット家のために特別に製作したナイフ）を贈られている。
大統領の三女ゾーイと、シーズン1の中頃から交際し始める。しかし、大統領の娘が黒人と付き合っていることを快く思わない一部の差別主義者からの脅迫状がホワイトハウスに届くようになり、ついにはそれがロスリンでの襲撃事件という形で現実のものとなってしまう。この襲撃事件の標的は当初大統領だと考えられていたが、犯人グループの1人の供述により、本当の標的がチャーリーだったことが明らかとなる。このことに彼は深い責任を感じ、ついにはゾーイとも破局してしまう(大統領には報告していなかった)。しかしその後もゾーイのことが気になっており、ゾーイに新しい恋人（ジャン・ポール）ができると、ジャン・ポールに対する嫉妬を露わにしている。
シーズン3で大学進学を決意し、弁護士を志す（大統領からも、早くロースクールを卒業して弁護士になってほしいと要請される）。
シーズン6で大学卒業が近づくと、卒業と同時に私設秘書を辞めるという大統領との約束を明かすが、レオの辞任等もあって辞める事を本音では嫌がっていた。するとCJによって首席補佐官付大統領特別副補佐官に抜擢される。以降、有能な副補佐官として活躍する。
大統領から後任の秘書は「ニューチャーリー」と呼ばれ、チャーリー本人を「オールドチャーリー」と呼んでいた。
同シーズンで、一度は別れたゾーイと復縁し、ある日の夜ゾーイの部屋から出て来たところを大統領に見つかる。大統領からは「今夜は会わなかったことにしといた方が、良いんだろうな…」と言われる。緊張しながらもその日の夜は帰宅するが、翌日大統領には結婚する意志があることを告げる。その時は大統領執務室での会話だった為、OKともNOとも返事をされなかった。
シーズン7では、首席補佐官付大統領特別副補佐官としてCJのサポートに専念。バートレット政権後はジョージタウン大学の入学が認められる。政権終焉の日は、他のスタッフとともに映画でも見て帰ろうかとホワイトハウスを後にした。また、政権終焉後はCJとまた一緒に仕事をしたいと、彼女にオファーされていた資料の山を持って現れたことがあった。
ドナ・モス (Donnatella "Donna" Moss) - 吹替：八十川真由野
ジョシュとのマシンガントークが印象的な次席補佐官秘書(正しくは政策担当大統領次席補佐官上級アシスタント)。本人の言によれば、この職は「次席補佐官の補佐官」的な仕事なのだという。
ミネソタ州出身。ウィスコンシン大学に入学し、様々な学問を履修したが、当時恋人だった医学生の生活を助けるために大学を中退した。この恋人とはすでに別れており（1回目の大統領選挙終了後に一度よりを戻したが）、ドナいわく、この恋人はドナの方から振ったのだという。
1度、出身地の関係でカナダ人にされかけて、ホワイトハウス辞職の危機に陥ったことがある（ホワイトハウス職員は、アメリカ人でなければならない）。これは、ドナの生まれた地域が、カナダ領に編入されることになったために起きた問題である。このことは、ジョシュの計らいで面接とテストを受けることで結局アメリカ人のままで良いということで話が決着し、事なきを得た。
ワシントンで交際したほとんどの人間が共和党員であるらしく、そのことも含めジョシュに「君の男を見る目は最低だ」とけなされている。
最初のジョシュとの出会いは、ドナがニューハンプシャー州のバートレット選挙本部に押し掛けて行ったことに始まる。恋人と別れたばかりのドナは、バートレットを応援したいと考え、当時住んでいたウィスコンシン州マディソンから車でニューハンプシャーまでやって来て、バートレットの事務所に入り、勝手にジョシュのオフィスに入った。そして、勝手に彼のスケジュール表を見ながら電話に応対していた所をジョシュに見つかった。ジョシュは当初、ドナを雇う気は全くなかったのだが、ドナの熱心さと「私、必ず役に立つ。役に立ったと思わせて見せる。」との一言に負け、秘書として採用したのである。この時、ジョシュから貰ったネームタグは大事な宝物として取ってあるようで、ジョシュがロスリンでの襲撃事件で手術を受けている際に、手術を見ている間ずっと握りしめているシーンがある。
自身のキャリアアップを望む女性で、ジョシュに仕事を覚えたいと述べていた。実際、ジョシュの次席補佐官としての雑務はドナが処理していた。シーズンが進むにつれその傾向が強まり、ジョシュにアピールした結果、シーズン5ではフィッツウォレス元統合参謀本部議長やワイアット下院議員（2名とも後述）らと共にガザへ視察に行く仕事をジョシュより与えられるが、その時にテロに遭い重傷を負う。
シーズン6では、自分を手元に置いておきたかったジョシュに見切りをつけて、秘書を辞めてしまう。その後、ラッセル副大統領の大統領選出馬にスタッフとして参加する。当初はメディア担当として資金を集める事を主に担当としていたが、「自分にはもっと仕事が出来る」とウィルに詰め寄り、参謀的な役割と広報担当を任される。成長した事をジョシュから褒められ「先生が良かったのよ」と答えるとジョシュから「そいつは、どうも…」と返事をされるが、ドナは「ウィルの事よ」とにべも無く言い返してしまう。それ以降は二人が会ってもほぼ会話をしなくなる。
シーズン7では、ジョシュの元にスタッフとして雇って欲しいと相談に行くも、ラッセルの元で広報を担当し、その際にサントスを攻撃した経緯から、ジョシュに拒否されてしまう。この時は諦めるも、ジョシュが中西部関連の担当者の募集をかけた際にルーに雇用され、結局は一緒に働くことになる。当選後は、夫人付の補佐官的な立場であった事から大統領夫人首席補佐官に就任。ジョシュとの関係では、今まで恋人関係になりそうになりながらも、ならなかった2人の関係に決着がつく。
ジョシュとのマシンガントークの中で、よくドナはジョシュに質問を投げかけることが多い。このことについて、脚本・製作総指揮を担当したアーロン・ソーキンは、ドナ役に“マドモワゼル的背景説明”の要素を盛り込んでおり、一般視聴者の声を代表しているのだと語っている。（オフィシャルガイドブックより）
ドロレス・ランディハム (Delores Landingham) - 吹替：田畑ゆり
大統領公設秘書。普段はランディンハムさん、ランディンハム夫人と呼ばれている。オーバルオフィス(大統領執務室)でのマナーに非常に厳しく、贈賄にあたるとして値引きもせずに車を買うほど倫理観には厳しい。
息子が2人いたが、2人ともベトナム戦争に従軍し、戦死している。
バートレット大統領とは、彼が高校時代、その高校の校長を務めていたバートレットの父親に秘書として雇われて以来の知り合い。バートレットがニューハンプシャー州知事を務めていた時も秘書を務めていた。
シーズン2第21話で、初めて買った新車を引き取ってホワイトハウスへ戻る途中、交通事故に遭い死亡。交通事故の相手は飲酒運転で、同シーズン最終話のジェドとアビーの会話によれば、運転していたのは女性で、故殺罪で起訴される見通しであるという(この事件はランディハム夫人役のキャサリン・ジューステンが別ドラマの出演を志した為に降板する為、急遽設定された。実際はキャサリンはその役を射止めることは出来なかったが、事前にソーキンなど制作陣に伝えていた為降板となった。そして、キャサリンの希望もあって、MS告白後に行う記者会見前に大統領との会話シーンは大統領の執務机(レゾリュートデスク)の前の椅子に座って会話がなされた)。
デボラ・フィダラー (Deborah Fiderer) - 吹替：藤堂陽子
大統領公設秘書(シーズン4〜)。ランディハム夫人の死後、採用。シーズン1-3において、大統領の郵便係に応募してきたチャーリー・ヤング（前述）の才能を見抜き、大統領私設秘書候補に推薦したミセス・ディラガーディアと同一人物。チャーリーを推薦した際に人事部長ドナルド・マッキットリッジの不興を買い（詳細はシーズン4で明らかになる）、ホワイトハウス人事部を解雇され、その後離婚し、旧姓のフィダラーに戻る。解雇後はラスベガスでギャンブル三昧の日々を送っていたが、文無しになったことで目が覚め、ワシントンに戻りアルパカの飼育をしていた。
劇中で挙げられているだけでも、ガネット・ニュースの編集局長テランス・ハント、ワシントン・レッドスキンズの元オーナーであるジャック・ケント・クック、カトラー・ウィリアムズ・ロッシ弁護士事務所の共同経営者ジョーダン・ウィリアムズらの秘書やアメリカ・オリンピック組織委員会の委員長秘書も務めてきたという経歴の持ち主であり、秘書業のプロ。
秘書面接で緊張してしまい精神安定剤を服用し、失敗してしまう(チャーリーも叱責を受ける)。2回目の面接で物怖じしない対応、解雇の理由を言わない頑固さ(口の堅さ)、記憶力の良さ(2回目の面接の序盤に大統領はドルの為替を報告されたが、デボラが帰る時に呼び止められ、大統領から「今、ドルは幾らだ？」といきなり質問されても、聞き漏らしておらず答えるほど)、ジョークのセンスなど大統領に気に入られ採用される。
本採用直前に大統領へ世界銀行の問題で脅迫状に似たものを出したことにより、チャーリーに叱責されるものの、バートレットが手紙の「バートレット大統領」という部分を見て敬称を忘れなかったことに目をつけて採用が本決定となった。
大統領にも理屈で言い返す為、大統領からは「口の減らない秘書だ…」と嘆息させている。
シーズン4でホワイトハウスが封鎖された際には、大統領やスタッフと共にポーカーに参加しているが、かなりの強者で、時には一度に50ドルもの金を掛けてくる強気な勝負スタイルを取る。その強気さゆえ、ジョシュに「倒しがいがあると燃えてくる」と言わしめた。実際、ウィルに背中を押されて勝負に出たトビーに対し、キングのストレートで大勝ちしている。更に、電話会談で中座していた大統領が参加する際に、膠着していた勝負を見た大統領から「デビー、何とかしろ！」と言われると、即座に「50ドル」勝負に出る。トビーとの指し勝負に勝っていることもあって即座に周りは「あぁ〜っ」と言って勝負から降りてしまうほど。
政権終焉時まで秘書を務め、大統領からも信頼の厚い存在であった。
ナンシー (Nancy)
大統領秘書補佐。ナンシーを演じているのは、バートレット大統領を演じるマーティン・シーンの実の娘、レニー・エステベスである。
マーガレット・フーパー (Margaret Hooper) - 吹替：磯西真喜
首席補佐官秘書。シーズン2-1によればバートレット大統領のサインを練習しているらしく、同エピソードでは大統領が銃弾摘出手術を受けるにあたって必要な副大統領に権限を一時委譲する書類への署名をしていなかった問題が持ち上がると、自身が代わりにサインをすることをレオに提案したが、レオに「クーデター」扱いされ呆れられていた。ただし、仕事はきっちりこなす有能な秘書である。病に倒れたレオに代わってCJが首席補佐官に昇進した際は、レオが首席補佐官を務める以前から彼の秘書だったこともあり、「辞職後のサポートをしたい」「今後もレオの秘書を続けたい」という意志を持っていたため、当初はCJに「解放して欲しい」と告げるなど辞職する意向を固めていた。しかしCJから慰留され、引き続き首席補佐官秘書を務めることとなった。
トビーとジョシュが喧嘩した時、偶然にもトビーの部屋の扉の前に居た為、ジョシュが部屋から出て来た時は固まって立ちすくんでいた。
チャーリーが副補佐官に昇進した時にデスクが確保出来ずにいたが、マーガレットは「特別(副補佐官)だから」と言って、懸命に場所確保に奔走する。
レオのことを公私に渡り把握しており、別居・離婚の時は非常に心配していた。
また、几帳面な一面も見せ、鉛筆が尖っていてなおかつ長さが揃っていないと気が済まないというシーンもあった。職業柄、メモをものすごく取る。
秘書仲間と集まって噂話をするのが好きであり、また、シーズン1ではホワイトハウスのマフィンのカロリー表示が間違っていることを仲間にメールで一斉送信したところ、回線がパンクしてFBIにハッカーとして疑われたこともあった。
シーズン3でレオが選挙参謀として雇ったブルーノ・ジアネッリには、「赤毛の彼女」呼ばわりされたり名前を間違えられるなどしたため、当初マーガレットが彼に抱いた印象は芳しいものではなかった。しかし名前を間違えた件については、ブルーノがマーガレットに気があり、彼女の気を引くため名前をわざと間違えて怒らせるために打った「仕掛け」であり、怒ったところにブルーノから「マーガレット」と書かれたペンダントを贈られ、感激していた。
シーズン6で大統領補佐官となったCJに留任を依頼され、そのままCJの秘書となった。
ボニー (Bonnie) - 吹替：藤井千夏
上級アシスタント・広報部長秘書。トビーに対してよく皮肉を口にする。インディアナ出身。
ジンジャー (Ginger) - 吹替：野々村のん／小池亜希子／竹村奈津
上級アシスタント・広報部秘書。ニュージャージー州出身。シーズン2で大統領が銃撃された後、交通規制などで遅れてホワイトハウスにやってきたことを悔やんでいたところをトビーに励まされて抱きしめられる。
キャロル・フィッツパトリック (Carol Fitzpatrick) - 吹替：あらいすみれ(シーズン1-4)）,ちふゆ（シーズン5-）
上級アシスタント・ホワイトハウス広報室報道官秘書。よくスペリングを間違え、それをCJに指摘される。CJのよき理解者であり、男性関係ではCJに物申す存在。CJの首席補佐官昇進後は、新しく報道官になったトビーの秘書にスライドする。
キャシー
広報部次長秘書。シーズン1のみの出番であった。アジア系の女性だとみられる。

### 通常のスタッフたち
エド (Ed) - 吹替：根本泰彦(シーズン1-4)
広報部員。よくラリーと一緒に仕事をしている。
選挙戦略・議会対策業務を上級職の指揮の下、担当している。
ラリー (Larry) - 吹替：川本克彦(シーズン1-4)
広報部員。
ライアン・ピアース (Ryan Pierce)(シーズン5)
研修生で、ジョシュのアシスタントとしてホワイトハウスにやってくる。フランクリン・ピアース大統領の曾々孫にあたり、叔父も有力な上院議員。
凡ビスをしたり遊んでいるような態度を取ったりして、ジョシュからは「おじさんのせいでクビにできないだけ」と直接言われるなど馬鹿にされていたが本人はあまり気にせず、その一方で最高裁判事の任命でピアース上院議員の説得が必要になったとき、酔わせて説得を容易にするためにウィスキーを用意してジョシュに渡すなど、機転を利かせてジョシュを助ける場面もある。
第5シーズンの終わりに、民主党議員のスタッフになるためホワイトハウスを去る。

### 法律顧問
ライオネル・トリビー (Lionel Tribbey) - 吹替：石田太郎
バートレット政権になって4人目の大統領首席法律顧問。
共和党員のエインズリーのことを「ブロンドのファシスト」とこき下ろしたり、トリビー曰くゲイやレズビアン、黒人などに対して不寛容なドライフォート連邦最高裁判事（エインズリーの元上司）のことをバカ呼ばわりするなど、根っからの攻撃的なリベラル派である。しかしながら、その攻撃性ゆえに問題を起こすことも多いらしく、大統領に「ライオネル・トリビーは有能な弁護士で、ホワイトハウスに必要な人物だ。でなけりゃ、今頃は刑務所に入っている」と形容されている。
イギリス女王エリザベス2世から贈られたというクリケット用のバットを所持している。
本人曰く、オペレッタには詳しいとのこと。しかし、「義務について語っているオペレッタ」の話になった際に『ペンザンスの海賊』と『軍艦ピナフォア』を勘違いするなど、その知識には疑問符がつくところである。
エインズリー曰く、法律顧問就任前は、7ケタの収入（すなわち100万ドル以上の収入）があったらしい。
広報部のスタッフ、スティーブ・ジョイスとマーク・ブルックラインの2人が、連邦議会で嘘の証言をしたために、その対応をせねばならず、“小さな傘の飾りのついたカクテルが供され、シシカバブの食べられるところ”で取る予定だった休暇の予定がキャンセルになってしまう。その恨みのせいか、ジョイスとブルックラインがエインズリーに行った嫌がらせが原因で、サムに解雇を言い渡されているとき、サムに反論する2人の前に現れ、サムを擁護すると共に2人に「出て行け。2度と顔を見せるな。」と吐き捨てている。
正確な時期は不明確だが、エインズリーが着任した後に辞任した。
オリバー・バビッシュ (Oliver Babish) - 吹替：磯部勉
ライオネル・トリビーの後任の首席法律顧問。大統領がMSを患っていることを公表する際に、法的な面から大統領やスタッフの相談に乗り、アドバイスを与えるなど重要な役割を担う。
バートレットとは旧知で、1回目の大統領選挙の際には、中西部の資金管理責任者としてキャンペーンに参加していた。しかし、バートレットはバビッシュがあまり好きではないらしく、「怖い」と発言している。子供同士も知り合い。
ユダヤ人初のアメリカ連邦最高裁判所判事であるルイス・ブランダイスが使用した木槌を所有し、非常に大事にしている。この木槌は、バビッシュの祖父がブランダイスから贈られたものだという。バビッシュのスタッフたちは、この木槌のことを"big hammer"（でっかいハンマー）と呼んでいる。
CJの発言によれば、4人の女性から同時に離婚訴訟を起こされたとのこと。すなわち、4回もの離婚を経験しているということである。
シーズン7でトビーによる国家機密漏洩が明らかになった際に登場していることから、シーズン2で着任して以来ずっと首席法律顧問を務めていたと考えられる。
バートレット大統領の退任後は、その後発足したサントス政権下において司法長官に就任する。
エインズリー・ヘイズ (Ainsley Hayes) - 吹替：小林さやか（シーズン2）
法律顧問。共和党員。
テレビ番組「キャピタル・ビート」で、教育改革についてサムと論戦を繰り広げ、無名の女性アナリストでありながら、論戦に強いサムをこてんぱんに打ち負かす。それに加え、以前新聞で書いていたコラムがバートレットの目に留まり、ホワイトハウス法律顧問室をオファーされる。当初は共和党員としての立場から断るつもりだったが、突発的な外交問題（クンドゥーでのクーデター。後述）に対応するため奮闘するレオやバートレットの姿を見て彼らを尊敬し、オファーを受ける。
正式な役職名は、ホワイトハウス准准法律顧問であり、法律顧問と副法律顧問の下の役職。若くて女性、しかも共和党員であるため、広報部のスタッフであるスティーブ・ジョイスとマーク・ブルックラインから嫌がらせを受けるが、サムにかばってもらい、以後は他のスタッフと共に仕事をこなしていく。
当初、地下深いスチームパイプ室で勤務していたが、シーズン3で地上階に部屋が移動している。同シーズンで次席法律顧問に昇進。
法律顧問辞任後は、フーバー研究所のフェロー（研究員）を務める。
シーズン7の「レクイエム」でエインズリーと再会したCJは、ジョシュに「（エインズリーが）法律顧問としてホワイトハウスに戻りたがっている」と語っており、それを聞いたジョシュはサントスに推薦しようとしていた。
ジョー・クインシー (Joseph "Joe" Quincy) - 吹替：内田夕夜（シーズン4）
エインズリーの後任。エインズリーと同じく、共和党員である。
新人いじめに遭うがハンサムだった為、女性スタッフからは「そんな事をするんじゃなかった」と言われる。
「宇宙人はいるのか」・「パソコン10万台導入」の話を聞きキナ臭さを感じ調査の結果、機密漏洩があった事を突き止める。この結果、漏洩したホインズは副大統領を辞任する。

## 政府高官

### 閣僚
ジョン・ホインズ (John Hoynes) - 吹替：西田健(シーズン1-4, 6)
バートレット政権副大統領(シーズン1-4)。テキサス州出身で、上院議員を8年間務めた後、バートレット初当選時の大統領選挙に立候補する。この時は、民主党の最有力候補とされており、指名争いでバートレットの対立候補だったが、副大統領候補となる条件でバートレットに指名を譲った。
当初は大統領や側近達と対立関係にあったが、バートレットから「私は死ぬかもしれない」と打ち明けられ関係が多少好転する。対立関係になった原因はホインズにも分かっていなかった。名誉職的意味合いの強い副大統領職とはいえ、大統領継承権第1位、副大統領として上院議長を兼ね、民主党議員でありながら共和党への影響力があるにも関わらず、閣僚内でも厚遇されているとはいえず首席補佐官に「命令」される状況に不満を持っていた。原因は副大統領候補を条件に大統領選から降りるよう要請された際に、バートレットに嫌われている理由としては「頭を下げさせたこと」が言及されている。
テキサス州選出という事もあって、銃に関しては共和党に近い考え方をしている。
本人の弁に拠れば「私は共和党に愛される民主党議員」。大学時代はバスケットボールの選手として五輪代表の選手とルームメイトだったことが明かされている。また、頻繁にジョギングを日課として行っている。
レオと同じくアルコール依存症で、自分以外にも閣僚や政府高官など依存症であることを公に知られたくない政府関係者を数名募って、毎週木曜日の夜に断酒会を主宰している。この断酒会には、レオも一時期だが参加していた。
シーズン4で、国家機密漏洩事件で責任を取り副大統領を辞任。この事件は、彼が不倫相手の女性に“ある国家機密”を話してしまい、その女性が暴露本を出版しようとしたことで明るみに出た。大統領やレオは辞任を思い留まるよう慰留するが、バートレットが多発性硬化症を告白し、大統領に再選された事で「奇跡」は使い果たしたとして、辞任する。かつてはCJとも関係があったことが匂わされており、暴露本を発表した際には記述を巡ってCJとの駆け引きが行われた。出版時にはジョシュにも贈っており、その際にはスタッフとして帰ってきてほしいとの想いからあるメッセージを送っていた。
シーズン6で民主党大統領選挙予備選に出馬した。当初は候補者が7人も出たが、ラッセル副大統領との新旧副大統領コンビで2番手候補として展開。しかし、予備選中にまたもスキャンダルが発覚してからは失速し、2位の座もサントス候補に明け渡した。結局党大会には3番手として参戦し、サントス陣営の参謀であるジョシュは彼の票を取り込もうと大統領付の顧問の座を打診した。ホインズは保留のまま党大会本番となったが、途中でベイカー知事が参戦したことで一気に転落した。最終的にはマット・サントス下院議員（後述）に敗北する。
ロバート・ラッセル (Robert "Bingo Bob" Russell) - 吹替：桝谷裕
ホインズが辞任した後のバートレット政権副大統領(シーズン5)。
副大統領就任前は、コロラド州選出の下院議員であった。地元選挙区は、鉱山会社ウェスタン・コロラドのお膝元で、かなりの有権者がウェスタン・コロラドの従業員であるらしい。また、ラッセル自身や彼の家族もウェスタン・コロラドの従業員だったという。
副大統領候補であったベリーヒル国務長官に反対する下院議長ジェフ・ハフリーの推薦リストに書かれていた1人。大統領と面談した時、本人は「当たり障りがないから選ばれた」とハフリーの意図を見抜いている。
あだ名は「ビンゴ・ボブ」。
本人曰く、父親も「ロバート」という名前らしい。父親と区別するために、自分は「ボブ」と呼んでもらうようにしているという。
初登場の際は、スーツにカウボーイブーツという、奇妙な出で立ちだった。本人曰く、自身は扁平足であり、土踏まずが痛くならないからカウボーイブーツを履いているとのこと。
2006年民主党大統領予備選に立候補、ウィルを参謀にし、ドナもスタッフとして彼の下で働く。資金力や副大統領としての知名度を武器に民主党の最有力候補として優位に進め、党大会まで首位に立っていた。副大統領候補としてベイカー知事を擁立しようとしたり、勢いをつけていたサントスに撤退する条件として副大統領候補を打診したりした。最終的には民主党大会で途中参戦したベイカー知事に裏切られ、厳しい情勢に立たされた。結果としてサントス下院議員に敗北した。
ロジャー・トリビー農務長官 (USDA Secretary Roger Tribby)
農務長官。シーズン1第12話で登場。一般教書演説に臨むバートレット大統領の代わりに大統領継承権を持つ閣僚を内密に「指定生存者」に指名し、その者を非議事堂から離れた場所に待機させる慣例によって、ジョシュが選んだ閣僚。現実にはワシントンから相当の距離をおいた非公開の場所に待機させるが、作中ではトリビーはホワイトハウスに残っている。バートレットが向かう前にラテン語で書かれた合衆国憲法の本をプレゼントし、大統領の権限の条文に付箋をつけて渡した。キャストはハリー・グルーナー (Harry Groener)。
デボラ・オリアリー住宅都市開発長官 (HUD Secretary Deborah O'Leary) - 吹替：一城みゆ希
住宅都市開発長官。シーズン1第15話で登場。C-SPANで、共和党のジャック・ウッデン下院議員と公共住宅問題で論争を繰り広げた際、ウッデン議員の挑発に乗り、暴言を吐いてしまう。
ケネス・カトー財務長官 (Secretary of the Treasury Kenneth Kato)
財務長官。シーズン1第21話で登場。
ベン・ザハリアン エネルギー長官 (Secretary of Energy Ben Zaharian)
エネルギー長官。シーズン2第10話で登場。
ビル・トロッター エネルギー長官 (Secretary of Energy Bill Trotter)
エネルギー長官。シーズン2第17話で登場。
ミッキー・トループ国務副長官 (Deputy Secretary of State Mickey Troop)
国務副長官。シーズン2第13話で、コロンビアにおいてDEA（麻薬取締局）の捜査官が誘拐された際に登場。南米の専門家として、捜査官の解放交渉などに携わった。
ビル・ホートン内務長官 (Secretary of Interior Bill Horton)
内務長官。シーズン3第3話で登場。
ジャック・バックランド労働長官 (Secretary of Labor Jack Buckland)
労働長官。シーズン3第4話で登場。キャストはケヴィン・タイ(Kevin Tighe)。
ビル・フィッシャー住宅都市開発長官 (Secretary of Housing and Urban Development Bill Fisher)
住宅都市開発長官。シーズン3第17話で登場。
ミッチ・ブライス商務長官 (Secretary of Commerce Mitch Bryce)
商務長官。シーズン4第1話で登場。キャストはアラン・デイル(Alan Dale)。
ルイス・ベリーヒル国務長官 (Secretary of State Lewis Bellyhill) - 吹替：松永英晃
国務長官。シーズン5冒頭で、スキャンダルによって辞任したホインズ副大統領の後任を打診される。レオやジョシュらは下院での承認を得ようと奔走するが、結局下院での承認が得られそうにないため、断念せざるを得なくなる。
演じているのはウィリアム・ディヴェイン。
マイルズ・ハッチンソン国防長官 (Secretary of Defense Miles Hutchinson)-スティーブ・ライアン(Steve Ryan)
国防長官。バートレット政権1期・2期通じて国防長官を務めている。しかし、1期目ではあまり登場してこなかった(シーズン1-3)。バートレットやレオとはあまり良い関係と言えずどちらかと言えば対立関係にあった。フィッツウォレス提督とハッチンソンは国防総省内では対立関係にあり、記者のダニーに言わせれば「仁義無き争い」の関係。ハッチンソンvsバートレット・マクギャリー・フィッツウォレスの構図。一部の士官からはバートレットを差し置いて「最高司令官」として支持がある。
シーズン4で発生したクンドゥー問題においては「不干渉的」な立場を取っていた為、大統領にも予想戦死者数レポートを報告していなかったが、ナンシー・マクナリーの部下であるジャック・リース少佐（2人とも後述）が国防長官である自分を通さずに勝手に報告したことに激怒し、リース少佐をアビアノ空軍基地へ左遷した。その後、シャリーフは暗殺されたのではと記事を書く為調査していたダニーにリークし、大統領やレオに牽制をかけてきた。シーズン6からはCJやケイトとのシチュエーションルーム内でのやり取りが増えて1期以上に出番が増した。宇宙ステーションでの酸素漏れ事件では軍用シャトルを使おうとしていたCJらを止める存在であった。
ジョージ・アーノルド連邦捜査局長官(Director The Federal Bureau of Investigation George Arnold)
アメリカ合衆国連邦捜査局長官。FBIの長官として『CJの一日』などで登場。ショーアイランドでの銃撃事件の件で大統領に会っていた。とても強気な人間で無党派ではあるものの、バートレット大統領は苦手に思っていると明かしていた。第1期バートレット政権でケンタッキー州で起きた容疑者の妻をFBIが誤って射殺した「ケーシー・クリーク事件」での対応では大統領とともに責任問題に発展。長官の更迭や辞任を求める声も拡大するなど、政権を大きく苦しめる事態になった。キャスパー特別捜査官の上司。
アラン・フィスク司法長官 (Secretary of Attorney General Alan fiske)
アメリカ合衆国司法長官。シーズン5第9話で登場。麻薬取締局によるオレゴン州の医師免許停止事件によって麻薬取締局の姿勢を支持。ホワイトハウスはこれを州レベルの問題として連邦が介入することは避けるべきと決定していたため、尊厳死について独自の発表をしたフィスクと対立。罷免の危機をはらんでしまう。
キャストはDylan Baker。

### 軍・シチュエーションルーム関係者
パーシー・フィッツウォレス提督 (Admiral Percy "Fitz" Fitzwallace) - 吹替：坂口芳貞（シーズン1-2）/内海賢二（シーズン3-4）
統合参謀本部議長、海軍大将（シーズン5途中で退役）。
普段はリベラルな言動が多いが、軍事・安全保障の分野においては基本的に強硬派で、A3-C3ミサイルを配備したがっている。大統領やレオからは「フィッツ」と呼ばれ、信頼も厚い。ドラマの設定では、黒人初の統合参謀本部議長という設定になっており、このフィッツフォレスという役柄は、コリン・パウエルを意識したものと言われている。
バートレットが大統領に就任した当初、統合参謀本部の将軍達の多くは従軍経験の無いバートレットに対して否定的だったが、フィッツウォレスが意思統一を図り、大統領と将軍達の溝を埋めるべく苦心した。国防長官のハッチンソンとは、対立関係にある。と言うよりもバートレット・レオ・フィッツウォレス対ハッチンソンという対立図式となっている。
強硬派だが、ブチ切れたときの大統領程では無く軍人としていかなる事件が発生しても沈着冷静に対処するが、シャリーフやテロリストが行う卑劣な行為を憎んでいる。
シーズン3でバートレット再選時の副大統領候補に一時挙げられるも(ブルーノの提案)、大統領の裁断でホインズが候補となる。その際、議長は民主党員なのか共和党員なのかで議論があり、ジョシュによれば「“今は”民主党員だろ」と評価されており、元々はリベラル寄りの共和党員を思われる。
退役後もバートレットからの信任は厚かった。そのためシーズン5ではバートレットに依頼され、ドナやワイアット下院議員（後述）と共にガザへ視察に行くが、その際に爆弾テロに遭い死亡する。
ニコラス・アレグザンダー将軍 (General Nicholas Alexander) - 吹替：佐々木睦
フィッツウォレスの後任の統合参謀本部議長。陸軍大将。
シーズン5から登場。大統領は前任者と違って彼に対してはあまり好感をもっていなかった。
シーズン6で、和平会談で置いてけぼりを食わされたレオ(レオの置かれている状況)に、「彼(大統領)は、君(レオ)が首席補佐官である幸運をわかっているのかね…」と言外で同情を示した。
ナンシー・マクナリー博士 (Dr. Nancy McNally) - 吹替：火野カチコ
国家安全保障問題担当大統領補佐官。黒人の女性である。「国家の危機をはっきり意識しておくべき」と発言するなど、非常に安全保障政策に関して非常に強硬な面を持っている。レオやフィッツウォレス以上に強硬意見を明確に打ち出している人物。
シーズン2冒頭で、大統領襲撃事件の発生に関して、「我が国は攻撃されている」と発言、第32戦術師団を待機させ、防衛体制を4に上げるべき、と強硬に主張し、それに反対するレオと口論になる。しかし、最終的にはホインズ副大統領の裁定で、彼女の進言は採用されなかった。
強硬な面が目立つ一方で、大統領襲撃事件後に緊急招集された際には、「こんな服装じゃバカみたい」と服装を気にする女性的な一面を見せたり、シーズン2第16話で、サムが冷戦期にソ連のスパイとして逮捕されたダニエル・ゴールトの恩赦問題に取り組んでいた際には、サムに恩赦を諦めさせるため、国家機密であるNSAファイルを見せたりするなど、柔軟な一面も持っているようである。
シーズン4でゾーイが誘拐された時、強攻策に出ようとするフィッツウォレス議長を諫めながらも一人冷静に「緻密に練られた犯行ではない」と大統領に進言していた。
シーズン5から登場のケイト・ハーパー(後述)を副補佐官とした後は出番はほとんどなくなっていった。
シーズン7にて（久しぶりに）出演。安全保障補佐官職を継職していると思われるが、呼称としては「博士」と呼ばれている。次期大統領として選出されたサントス議員に国家安全保障のレクチャーを行った。サントス政権下において、副大統領や国務長官の候補に挙がりつつも、最後はサントスによって国連大使に任命される。
ケイト・ハーパー (Kate Harper) - 吹替：中山玲
国家安全保障担当問題大統領副補佐官 (シーズン5-)。海軍中佐。
元CIAのエージェント。CIA時代は世界各地で任務に従事していた。このため、彼女の活動記録が記されているファイルは、多くの部分が黒塗り（極秘扱いの任務を行っていたということ）となっている。離婚歴2回。1995年にレオとフロリダで会っている(レオは酔っていたためこのことを覚えていない)。
中東での爆破テロに対して、武力介入ではなく大統領の意向に沿った穏健策を提案。この事をきっかけに大統領に重用される。シーズン6冒頭で開催された中東和平会談では、会談が膠着するなかで様々な案を提案し、平和維持軍派遣を提案する。その後、出番が増え、ジョシュやレオ、ウィルなどが去ったホワイトハウスでは主要スタッフ格として扱われていった。
ジャック・リース少佐 (Lieutenant Commander Jack Reese) - 吹替：小山力也
ナンシー・マクナリー国家安全保障問題担当大統領補佐官の部下で軍事アドバイザー。大統領選投票日にホワイトハウスに異動してきた。
誤ってリッチー共和党大統領候補に投票してしまったドナに「票を交換してくれ」と持ち掛けられ、面を喰らいながらも交換に応じたのが、ドナとの最初の出会いである。。
極秘の大統領命令を受け、クンドゥーに軍事介入した場合の戦死者予想レポートを提出するが、その事がハッチンソン国防長官の怒りを買い、アビアノ空軍基地へ転属させられる。ドナの恋人であったため、ドナはジャックの急な転属をいぶかっていた。

### その他の高官
ミリー・グリフィス医学博士 (Surgeon General Millicent "Milly" Griffith M.D.)
公衆衛生局長官 (シーズン2)。
大統領の次女、エリーの名付け親であり、その事から大統領一家とは古くからの知り合いであると推察される。
一般市民とのオンラインチャットの席において、マリファナについて合法化を容認するような発言をしたために、辞職の危機に陥る。しかし、バートレット大統領の次女エリーの発言などがきっかけで、辞職は回避された。
シーズン6で大統領の訪中に同行するよう命じられる。当初は中国のエイズ問題をレクチャーするという名目だったが、真相はMSが発症した事に気がついた大統領が、症状が悪化した場合に医師としての対処・サポートしてもらうための命令であった。実際に大統領は中国へ向かう機中で歩行困難などに陥り、グリフィス博士が対処にあたった。

## 連邦最高裁判事
ロイ・アシュランド連邦最高裁長官 (Chief Justice Roy Ashland)
連邦最高裁長官（シーズン1以前〜シーズン5第17話まで）。
1922年生まれ（退任時の年齢から推定）で、80歳を超える高齢の判事である。1972年に陪席判事（Associate Justice）として最高裁入りして以来、30年以上にわたって最高裁判事を務めてきたベテラン判事であり、1992年、バートレット大統領の前々任者であるラシター大統領の時に長官へと昇格した。
保守対リベラルの勢力争いがクローズアップされることの多い最高裁の中ではリベラル派に属している。しかし、その長年の経験や姿勢は、リベラル派のみならず穏健派、あるいは意見の対立することの多い保守派からも尊敬されているようである。また、自身の考え方はリベラルであるものの、部下は必ずしもリベラルな考え方を持ったスタッフばかりを採用しているわけではないようで、実際シーズン4でエインズリー・ヘイズの後任としてホワイトハウス法律顧問室に雇われたジョー・クインシーは、一般的に保守的とされる共和党員であるものの、法律顧問室に雇われる前の一時期アシュランドの下で働いていた経験がある。
長年最高裁の椅子を守り続けてきたが、シーズン5第7話で突然執務中にオフィスで倒れ、高齢による健康不安が表面化する。この時は無事回復し執務に復帰したものの、この事態を重く見たホワイトハウスは、かつての部下であるジョー・クインシーを使いにやり、アシュランドに引退するよう説得しようとした。しかしこの時、アシュランドは「自分と同じ考え（リベラル派）の長官適任者が見つかるまで、引退できない。」と引退を断固拒否し、説得は失敗に終わった。
その後しばらく最高裁長官人事の件は沙汰止みとなっていたが、シーズン5第17話で、最高裁陪席判事を務めていた若手の保守派、オーウェン・ブレイディ判事が急死し、ブレイディ判事の後任候補を選ぶなかで再びこの問題が検討されるようになる。結果的に、ブレイディ判事の後任候補の1人として名前の挙がっていたリベラル派の女性判事、エヴリン・ベイカー・ラングを後継長官とすることを条件にアシュランドは引退を承諾、引退することとなった。
エヴリン・ベイカー・ラング (Chief Justice Evelyn Baker Lang)
連邦最高裁長官（シーズン5第17話で指名）。
リベラル派の女性判事で、当初はシーズン5第17話で急死した、保守派であるブレイディ判事の後任候補の1人として名前が挙がっていた人物である。ただしこの時は、議会（特に最高裁判事人事の承認権を持つ上院および上院司法委員会）で少数派であり、主導権を握れていないバートレット政権はリベラル派の判事を任命することは難しい状況で、穏健派（中道派）の人物が本命候補だと考えられていたため、ラングもあくまで「当て馬」の1人に過ぎないとされていた。
しかし実際にトビーとジョシュが面接を行ってみたところ、その聡明さが彼ら（特にジョシュ）の目に留まり、特に感銘を受けたジョシュは何とかしてラングを最高裁判事にすることができないかと上院司法委員会への根回しなどに奔走する。その過程でジョシュが思いついたのが、高齢で健康不安が心配されていたアシュランド長官の後継となる最高裁長官にラングを指名し、一方でブレイディ判事の後任には上院司法委員会が推薦する人物を指名することで、上院司法委員会との「妥協」を図ろうという案であった。この時上院司法委員会が推薦したのが、後述するクリストファー・マルレディ判事である。
当初アシュランド長官は、「自分と同じ考え（リベラル派）の長官適任者が見つかるまで、引退できない。」と引退を断固拒否していたが、ラングを後継の長官とするこの案を受け入れ、引退することとなった。
クリストファー・マルレディ (Justice Christopher Mulready)
連邦最高裁陪席判事（シーズン5第17話で指名）。
保守強硬派の判事。シーズン5第17話で急死した、保守派のブレイディ最高裁判事の後任候補選びの過程で登場。ジョシュが主導した「高齢のアシュランド最高裁長官を退任させ、アシュランドと同じリベラル派のエヴリン・ベイカー・ラングを後継の長官に指名することを認める代わりの条件として、ブレイディ判事の後任には共和党が多数派を占める上院司法委員会が推薦する人物を指名する。」という案に基づいて、上院司法委員会が指名してきた人物。
ラングの聡明さに感銘を受け、何としてもラングを後継長官としたかったジョシュは、この案を受け入れるしかないとして一緒に判事候補選びを任されていたトビーやバートレット大統領を説得する。当初、特に大統領は、ブレイディ判事の後任に中道派を指名しようと考えていたこともあり、リベラル派のバートレット政権とは正反対の保守強硬派であるマルレディを指名することに猛反対し、声を荒らげるほどであった。
マルレディは大統領と直接面談するためにホワイトハウスを訪れた際、ルーズヴェルト・ルームに居たラングと親しく議論を交わしていた。この様子から、ラングとマルレディは知人のようである。またこの議論を目撃したトビーに、マルレディの聡明さを気づかせた。その後オーヴァル・オフィスでバートレットと直接面談した際には、プレッシー対ファーガソン裁判でただ1人反対意見を書いて（黒人に対する）人種差別を非難したジョン・マーシャル・ハーラン判事などを引き合いに出して、最高裁における反対派と反対意見の重要性について語り、大統領を納得させた。そのためブレイディ判事の後継として指名されることになる。
マルレディ判事を演じていたのは、ウィリアム・フィクナー。

## 職員の家族・親戚
ジェニー・マクギャリー (Jenny McGarry) - 吹替：寺内よりえ
首席補佐官レオの妻。長年レオと共に連れ添ってきたが、結婚記念日も忘れて仕事に明け暮れる彼に愛想を尽かし、結婚記念日当日、彼が一時帰宅したのと入れ替わりに出て行ってしまう。その後、離婚を求めてからおよそ1年後に正式に離婚。シーズン5で別の男性と再婚したことがマロリーの口から明かされた。
マロリー・オブライエン (Mallory O'Brian) - 吹替：林佳代子
首席補佐官レオの娘。学校の教員をしており、生徒たちをホワイトハウス見学に引率してきた際には、ホワイトハウスの歴史について間違った説明をするサムに、それを指摘した。シーズン2でサムと付き合っていたこともある。シーズン4序盤で付き合っていたフットボール選手と別れたことを明かす。シーズン7ではレオの死後に葬式で登場し、最終話ではレオがバートレットからプレゼントされたこの話の根幹となるものをCJに返却した。
ジョセフィーン・マクギャリー (Josephine McGarry) - 吹替：山田礼子
首席補佐官レオの妹。教育長。教育省の初等及び中等教育担当次官候補だったが、自らが過去に教育長を務めた地区で、学校での祈りを禁止する条例を制定、それを学生たちに執行していた（フットボールの学校対抗試合で、勝利を願って祈りを捧げていた生徒を逮捕させた）際の写真（手錠をかけられながらも祈る生徒たちの写真であり、うち1人は黒人学生であった）が流出し、候補から外された。
ホーガン・クレッグ (Hogan Cregg) - 吹替：新井里美
報道官CJの姪（CJの兄の娘）。卒業パーティに着ていくドレスを買うために、CJと彼女についていた護衛官サイモンの3人で、高級百貨店バーニーにショッピングに行く。
「ホーガン」という名前は女性には珍しい。これは、ゴルフ好きの父親によって命名されたという。
前述のショッピングの最中、CJが気に入ったドレスを試着している間、サイモンの経歴について話をする。その際、彼が「銃を取り出す機会があった」と言っただけで、ロスリンでの襲撃事件の現場に居合わせたことが解るなど、頭の回転は速いらしい。
エルシー・スナッフィン (Elsie Snuffin) - 吹替：山本雅子
ウィルの妹。ウィルとコンビを組んで仕事をする時がある。
ウィルのことを「ウィリー」と呼んでいる唯一の人物だが、ウィルはこの呼び名を嫌っている。

## シークレットサービスとFBI関係者
ロン・バターフィールド (Ron Butterfield) - 吹替：喜多川拓郎(シーズン1-4)
大統領主任警護官。シーズン1最終話、ロスリンで発生した大統領襲撃事件の際には、大統領を守って手に被弾する。シーズン2第1話では、出血で意識が混濁するまで銃弾を受けた自覚がなかった大統領の異変に気付き、大統領をジョージ・ワシントン大学附属病院に搬送した。
必要と判断した際は、彼の一声でホワイトハウス全館を封鎖することができるなど、重要な権限を持った人物である。バートレット大統領は、ホワイトハウス内では彼には逆らえないと発言していた。
シーズン7でもサントス次期大統領に対して警備のブリーフィングを行うなどしていたことから、主任警護官を長く務めていたことがわかる。
ジーナ・トスカーナ (Gina Toscano) - 吹替:魏涼子
シークレットサービス要員。シーズン1で、ゾーイの護衛官に任命される。
シーズン1最終話、ロスリンで発生した襲撃事件の際に、一番早く襲撃犯たちに気が付き、発砲の際はチャーリーとゾーイを守る。しかしながら自身が目撃した、地上で狙撃手に合図を行っていた青年の姿を詳しく思い出すことができず、自己嫌悪に陥ったところをレオに慰められる。
サイモン・ドノバン (Simon Donovan) - 吹替：木下浩之
シークレットサービス要員。シーズン3で、脅迫されていたCJの護衛官に任命される。CJとお互い惹かれ合うようになるが、護衛官としては護衛対象との恋愛は御法度であるために自重していた。その後、大統領などと共にニューヨーク行きに同行した際、脅迫犯逮捕に伴って護衛から外れ、CJと仕事後のデートを約束するが、休憩中に入ったコンビニで強盗に遭遇、銃撃され殉職してしまう。なお、黒人の少年をボランティアで面倒を見ている。
マイク・キャスパー (Mike Casper) - 吹替：大塚芳忠(シーズン2-4)
FBI特別捜査官。シーズン2の会話から、サムの古い友人であると推測される。
シーズン2の恩赦のエピソードで初登場。恩赦の要請でサムがFBIに訪れたときに登場する。サム自身は恩赦対象とすることは問題ないと思っていたが、実は安全保障関係の機密ではその対象者はスパイとして証拠も挙がっており恩赦対象する事は出来なかった(公表していなかったのは、当時のソ連にアメリカの暗号解読能力を示すの避けた為)。捜査で銃撃戦になり負傷し捜査官として指揮を執れなくなったようで以降はホワイトハウス詰めでFBI本部との連絡役的な立場で登場する。バートレットからも気に入られており事件解決の功績で「うちの娘を嫁にやろう！」と冗談交じりに言われるほど。大統領からは「キャスパー君。よろしく！」が締めの会話で使われるほど信頼を受けている。

## 外部顧問
ジョーイ・ルーカス (Josephine "Joey" Lucas) - 吹替：林真里花(シーズン1-4)
政治顧問。世論調査官。
元々は、カリフォルニア州46区から下院選に出馬していたオドワイヤー民主党下院議員候補の選挙参謀を務めていたが、民主党より選挙資金が打ち切られたため、打ち切り理由を問いただすためにホワイトハウスに抗議に訪れたのが、このドラマでの最初の登場シーンである（理由は、選挙戦略上オドワイヤーの対抗馬である共和党議員に勝ってほしかったホワイトハウスの意向）。その際に大統領とジョシュに会うがこの時のやり取りがきっかけで大統領に気に入られた。後に世論調査を担当していたアル・キーファの部下としてホワイトハウスに出入りするようになるが、このアルをジョシュとトビーが嫌っていた。
シーズン1の終盤の肝となった、政治資金制度改革に本腰を入れた大統領の泣き所になる法案「英語の国語化」を共和党が提出する姿勢を見せたが、ジョーイは一貫して「提出することはあり得ない」と述べていた。その理由は、共和党にとってエスニック票は勢力的に2番手に位置する大票田である為（ヒスパニックの72％が法案の反対の姿勢を見せていた）と「シェークスピアの言語を守るために法を定めるのは、憲法の精神に反していするし、第一バカげてる」と論じた。このやりとりで大統領が気に入り、政治顧問就任への道が開いた。
マンディーが辞職した後は世論調査センターの指揮を執る。
ジョシュには、実際に会うまで「ジョーイ」という名前から男性であると勘違いされていた。ただし、ジョーイが女性であると知った後、ジョシュは彼女に対して好意（片想い）を抱くようになる。
オランダ系のクエーカー教徒である。また、大学時代はUCLAとスタンフォード大学で学んだという。
聾者であるが、他人の唇を読むことができ、不自由ながら自ら話すこともできるため、耳が不自由なことを感じさせない女性。シーズン1でジョシュが好意を抱く女性である。シーズン5で妊娠。
演じるマーリー・マトリンはこのドラマの大ファンで、オスカー女優ながら自ら脚本のアーロン・ソーキンに出演を願い出て役を得た。
ケニー・サーマン (Kenny Thurman) - 吹替：落合弘治(シーズン1-4)
ジョーイの手話通訳者。
エイミー・ガードナー (Amy Gardner) - 吹替：麻生侑里（シーズン3-4）、ちふゆ(シーズン5)
ロビイスト。女性運動家。
シーズン3で登場。高校時代ジョシュの同級生(ルームメイト)と付き合っていたが、ワシントンでとある国政事案を巡った調整の場で再会。その時は全米女性機構で働いていた。再会時にジョシュの一目惚れをきっかけに複数回会ううちに惹かれ合って付き合うが、結婚奨励制度を巡って、二人の仲に亀裂が生じる。採決の結果、自分が所属する団体に被害を与える事になってしまった為、団体を辞任した。
シーズン4でスタックハウス上院議員のスタッフを務めていたが、サムの選挙に応援演説をしにカリフォルニア47区に訪れていたアビーに気に入られ、大統領夫人(ファーストレディ)首席補佐官に任命される。サムの選挙でも女性運動家として資金面を手伝う。
シーズン6でサントスの選挙を手伝い、選挙時のスピーチの仕方をレクチャーする。しかし、他候補へも自身の主張などを記したメモなどを残していたことからジョシュの逆鱗に触れて、サントス陣営から出て行くように言われてしまった。
シーズン7ではサントスの大統領就任以後に登場。ジョシュに頼んで会わせてもらったサントスに対し、副大統領として女性議員のキャロル・ゲルシーを推薦した。だが内心で候補を決めていたサントスに断られ、「（自分自身で）内側から変えればいい」と、エイミー自身が立法局局長のポストをオファーされた。その後はサントス陣営に入って閣僚選び等でアドバイスを送っていた。
ブルーノ・ジアネッリ (Bruno Gianelli) - 吹替：久富惟晴
バートレット大統領再選運動顧問(再選委員会委員長)。コニーやダグもそうであるが、大統領スタッフと意見の違いからたびたび対立するも、優れた手腕を発揮しスタッフ達と協力し大統領を再選に導く。
レオの秘書マーガレットのことを「赤毛の彼女」と呼んだため、彼女からはあからさまに嫌われてしまっている。
上院議員5人、州知事3人、イスラエルの首相と46年間民主党候補が当選できなかった地で民主党候補のハケットをそれぞれ当選させた経歴があるというが、ブルーノ自身は一度も投票したことが無いらしい。バートレットの再選後、元スタッフにTVで手柄を横取りするような行動をされるが、無視して鷹揚に女性を口説き続けるなど度量の大きい面も見せた。
シーズン6でヴィニック共和党候補の選挙参謀に就任する。
シーズン7でヴィニック共和党候補の敗退を受け、選挙参謀から引退する旨を同僚参謀に伝えた。
コニー・テイト (Connie Tate) - 吹替：唐沢潤
バートレット大統領再選運動員。ブルーノのスタッフ。バランス感覚に富んでおり、ダグのフォローによく回っていた。ビクターカンボスの説得の際、彼の要求を撥ね付けようとした、サムに要求を呑む様説得してカルフォルニアの労働組合関係から支持を取り付けた。
ダグ・ウェグランド (Doug Wegland) - 吹替：鳥畑洋人
バートレット大統領再選運動員。ブルーノのスタッフ。相続税廃止を企む共和党に対し、バートレット政権初の拒否権発動を提案する。スキンヘッドの男で、トビーから当初嫌われていた。

## 政治的人間関係

### 民主党関係者
マット・サントス下院議員→大統領 (Congressman Matt Santos D-TX) - 吹替：清水明彦
テキサス州選出。2006年民主党大統領候補(シーズン6-)。元ヒューストン市長で下院では3期目。シーズン7で共和党のヴィニック上院議員を僅差で破り、大統領に就任する。
初めてドラマ中で名前が登場した際には、ホワイトハウスが次の下院議員選挙に再出馬するように慰留を試みる議員の1人として挙げられている。サントスは当初、歳入委員会に入ったばかりの若手であったにもかかわらず、次の選挙には出馬せずにテキサスへ帰ろうと考えていた。このとき直々に慰留するために連邦議会議事堂のサントスの事務所へと赴いたのが、後にサントスを大統領候補に担ぎ上げ、大統領選挙では参謀を務めることになるジョシュである。
サントス自身は下院選再出馬の説得を全く意に介していなかった。しかし、逆にサントスの資質にほれ込んだジョシュから、大統領選へ出馬するよう熱心に説得される。サントスも当初は大統領選出馬の要請を断ったが、ジョシュが選挙参謀に就任することを条件に、大統領選挙に出馬することを承諾する。
大統領選挙出馬当初は、民主党内でも最有力候補であるラッセル現・副大統領や2番手に着けていたホインズ前・副大統領に次ぐ“第3の候補”“弱小候補(ドワーフの一人)”と見なされていた。しかも、まずは基本的な選挙戦略を提案するジョシュの案を却下することが多く、ジョシュも苦労することが多かった。サントスは、大人数を前にして演説することを希望していたが、知名度が全然無い状態で演説する事は無理な為、有力なもしくは熱心な民主党員と一人一人対話する「草の根」運動を行う。サントスはこのジョシュの選挙活動方針に不満を抱いていたが、運動が実を結び次第に多人数を前に話すことが出来るようになって、ジョシュの提案を理解するようになった。そして、選挙スタッフやサントス自身の努力・家族の協力もあって徐々に支持を拡げていった。しかし、ラッセル・ホインズ陣営は豊富な資金を背景に「普通の選挙」を行っている為、サントスは常に“弱小候補”状態で有力視されない為、討論会にも呼ばれない始末だった。そして、予備選途中に資金が底をつき撤退は時間の問題になった。サントス夫妻はネット寄付に頼れる筈と思っていたが、ジョシュや資金担当からは「ネット寄付はあくまでネットの為、単位が10ドル・20ドル程度。」と言われてしまう。ついにサントスは自宅を抵当に入れてまで選挙資金を調達しようとした。しかし、ジョシュは「そこまですると、落選したら再度(借金返済の為)下院議員に立候補する必要がある」と諫言するが、サントスは地元テキサスのヒスパニックに希望を与えるため、テキサスまでは予備選を継続したいという思いを告げた。資金難は、ホインズのスキャンダルによって、サントスはラッセルに次ぐ候補に躍り出ることが出来たため回避される(本来ならジョシュはヒスパニック系の団体から資金調達を考えたが、サントスが本選まで手を着けたくは無いと拒否していた)。その後、ラッセルと一進一退を繰り返す状態で民主党党大会へと進んだ。党大会ではジョシュが、当選後の大統領アドバイザー職を見返りにホインズから支持を取り付けようとするなど、打倒ラッセルを目指して戦う。そんな中、ラッセルの副大統領候補だと思われていたベイカー知事が、党大会2度目の投票から自ら大統領候補に参戦したため、大会全体の情勢が変化。ラッセルもサントスも票を奪われ、ラッセルとベイカーの対決になるともみられた。その翌日、ベイカー知事の夫人のスキャンダルが発覚、またも混乱となる中で、サントスとジョシュは、候補から降りて、ラッセルを支持するようレオより提案される。最後のスピーチの機会を与えられたサントスは、その中でラッセル支持を発表する代わりに、代議員のみが指名候補を決めることができると主張。また、ベイカー知事夫人の件で知事を擁護し、民主党の結束を織り込んだ名スピーチを披露した。これが影響し、演説を聴いていたバートレット大統領の後押しもあって、民主党の大統領候補に圧倒的票数を得て指名される。副大統領候補にはベイカーに断られたためにジョシュが1人しかいないと考えた、レオ・マクギャリーが擁立された。
シーズン7で、共和党候補のアーノルド・ヴィニックとの対決の末、ついに大統領に当選する。当選後は超党派姿勢やカザフスタン情勢などで、就任前にも関わらず意見を口にしていた。
ヒスパニック系のカトリック教徒である。また、かつては海兵隊員で、アナポリス海軍兵学校を首席で卒業したという経歴を持つ。政治家になってからも予備役を続けており、選挙戦時も訓練に参加した。軍ではパイロットであり、選挙戦の初期はスタッフの乗るチャーター機を自ら操縦したほど。
このマット・サントスというキャラクターは、2008年アメリカ合衆国大統領選挙で当選したバラク・オバマ上院議員（当時，現大統領）をモチーフにしたキャラクターであることで知られている。
アンドレア・ワイアット下院議員 (Congresswoman Andrea "Andy" Wyatt D-MD) - 吹替：萩尾みどり(シーズン1-4)
メリーランド州選出。トビーの元妻。度々トビー絡みや下院野党の民主党の議員として登場していた。トビーとは離婚していたが、トビーから精子提供を受け、男女の双子を出産している。双子の名前はハックとモリー。（シーズン4）
シーズン5ではドナや統合参謀本部議長を引退していたフィッツウォレスら下院議員と、パレスチナに議員団として随行。その途中でテロリストの襲撃に遭ったが、ワイアット議員は後列の車に乗車していたため、無事であった(フィッツウォレスや議員2人は死亡、ドナも重傷を負った)。
シーズン7では「子供たちの父親が刑務所に入っているところを見せたくない」と、トビーの大統領恩赦を獲得するために動いた。
ジョー・ウィリス下院議員 (Congressman Joe Willis D-OH) - 吹替：織本順吉
オハイオ州選出。黒人で、元々は社会科の教師をしていたのだが、妻のジャニス・ウィリス下院議員が亡くなったことで、ジャニスの議席を引き継いで下院議員に就任した。
通商委員会のメンバーであり、国勢調査のサンプリングに関して、説得工作の一環で他の議員2人と共にホワイトハウスに呼ばれ、議論に加わる。そして、トビーの主張が論理的に正しいことを認め、賛成に回る。
前述の通商法案の会議終了後、トビーの主張が非常に説得力があったと、彼に感謝する。トビーは当初ウィリスの浅い政治経験を利用するつもりしかなかったのだが、彼もまたウィリスのことを「正直」「善人」と評価している。
ハワード・スタックハウス上院議員 (Senator Howard Stackhouse D-MN) - 吹替：内田稔
ミネソタ州選出。議員歴は長いが、影響力は大きくなかったとされている。シーズン2第17話で、自らの主張する自閉症の研究・治療プログラムへの予算が家族健康推進法案に盛り込まれなかった事を理由に、同法案の採決を阻止するために議事進行妨害を行う。最初は無駄な抵抗だと無視されていたが、その後のドナの発見で、スタックハウス自身が自閉症の孫息子を抱えており、孫息子のために自閉症の研究・治療プログラムの予算を要求していたことが明らかとなり（スタックハウス自身は、孫を政治利用したくないためこのことを公表していなかった）、大統領や他の多くの上院議員を動かす。結局法案は採決持ち越し、継続審議となった。
バートレット曰く、かつての副大統領ヒューバート・ハンフリーを崇拝しているらしい。また、バートレットが新人議員だったころには、彼を散々こき下ろしたらしい。
オーガスト・アデアー上院議員 (Senator August Adair)
シーズン5第3話で登場。下院議長ハフリー（後述）が提示した「副大統領候補リスト」の中に書かれていたうちの1人。トビー曰く、「この国（アメリカ）を滅ぼす」政治家らしい。副大統領選考の関係で大統領と面接した際にも、大統領に「ジョン・アダムスとトーマス・ジェファーソンが共に1826年7月4日（アメリカ独立記念日）に死去した」際の逸話を長々と語り続け、毎年独立記念日になると決まってこの話をする大統領さえも辟易させていた。

### 共和党関係者
アーノルド・ヴィニック上院議員 (Senator Arnold Vinick R-CA) - 吹替：浦山迅
カリフォルニア州選出。2006年共和党大統領候補(シーズン6-)。
第2次バートレット政権下で国連大使をオファーされるが、大統領選出馬の意向を告げて拒否する。その後共和党予備選に出馬、圧倒的勝利を収め共和党大統領候補となる。サントスとはアイオワ州での予備選挙の時に会っており、支持率を気にして州の人間に迎合するよりも自分の信念を語ったヴィニックに、サントスは感銘を受けている。
ヴィニックは中絶問題などに対して、共和党の中でもリベラル寄りの姿勢をとっていることから、ヴィニックの大統領選出馬は民主党やホワイトハウスの内部では脅威として受け止められた。シーズン6でバートレットと面談したとき、妻からプレゼントされた旧約聖書を読み、その戒律の厳しさなどから神や宗教に疑問を抱き、妻との死別後は教会に行かなくなったことを打ち明けている。これもキリスト教的価値観を重視する共和党では異端なことである。
シーズン7の大統領選本戦選挙活動では、圧倒的に上回るとまでは行かないが常に支持率においてサントス候補に差をつけていた。だがカルフォルニアの原子力発電所でメルトダウンが発生し、その発電所建造にヴィニックが主導していた経緯から支持率がガタ落ちになる。途中、会見を開いて記者達を論破し、支持率下落に歯止めをかけるも、一旦開いた差を覆すことは出来ずサントスに敗れる。4年後の再出馬を目指し、運動を再開しようとした矢先にサントスから副大統領候補となる話を持ちかけられるが、副大統領をオファーしたサントス及びバートレットの目論見（実際には副大統領にする気が無いのに、この情報をリークすることで共和党の譲歩を得ようとした）を見破って拒否し、ベイカー知事を副大統領候補にするつもりだという本音を言わせてしまう。しかしサントスの本音は、ヴィニックへの「国務長官」就任の打診だった。この要請にはヴィニックにも思いよらおらず困惑する。一時はこれも断ったが、4年後の大統領選に再出馬しても高齢のため勝てないと考えていた自分のスタッフから「名前も覚えられない議員で終わるより、偉大な国務長官に」と説得され、大統領選再出馬の目を絶たれてしまうも、国務長官に就任した。
なお、ヴィニックは、現実のアメリカ政治において、2008年の大統領選挙に共和党候補として出馬したジョン・マケイン上院議員と驚くほど共通した部分をもつ。党内では少数派で外交通の上院議員であり、自称バーヴェリックというベテラン大物政治家で年齢もヴィニックの設定と同年齢なのである。サントスがオバマ現大統領をモデルにしたのに対し、ヴィニックは後に登場するマケインを体現していたといっても過言ではなかった。ただし、ヴィニックは大統領候補となった時からサントスより支持率が高かったのに対して、マケインはブッシュ不人気の波を受けてオバマとは差があったのは異なる点であった。またマケインは、捕虜になった経験もある軍歴が有名だが、逆にヴィニックには軍歴がなくサントスのほうに軍歴がある点も何度か劇中で強調されている。
マット・スキナー下院議員 (Congressman Matt Skinner) - 吹替：咲野俊介
通商委員会のメンバーとして、前述のジョー・ウィリス下院議員と共にホワイトハウスにやってくる。その後も同性婚を事実上禁止している婚姻承認法案の際など、たびたびホワイトハウスに顔を出す議員の1人。
自身がゲイであり、同性愛に対して否定的な議員が多いと言われる共和党内では一線を画している。そのため、ジョシュから「共和党の院内総務が、同性愛者のことをクレプトマニアやセックス中毒にたとえて侮辱したのにもかかわらず、どうして共和党にいるのか」と不思議がられる。その答えとしては、スキナー本人曰く、「共和党の主張の95%を支持しているから」とのこと。
クリフ・キャリー (Clifford "Cliff" Calley) - 吹替：村治学
共和党弁護団の弁護士。ドナの元恋人。シーズン3で、聴聞会で追及を受けて窮地に立たされたレオを、良心を持って委員長を説得、聴聞会を散会させることで救った。
シーズン6でロビイストとして活動しておりホワイトハウスに訪れる。その際、ジョシュの抜けた穴を埋めるべく、レオがCJに推薦、サントス下院議員の選挙対策本部長に就任したジョシュの後任として、次席補佐官に就任する。当初、サントスはじきに予備選挙から脱落してジョシュが帰ってくると思っていたCJ達は、次席補佐官職の後任を決めず空席にしていた。
ロバート・リッチー共和党大統領候補 (Governor Robert Ritchie of Florida) - 吹替：菅生隆之
フロリダ州知事。シーズン3で共和党大統領候補として登場。バートレットにテレビ・インタビューの中で、「大砲に22口径の弾をつめて撃っているよう」とバカにされる。それをきっかけにバートレットのイメージダウンを図ろうとするが、部下が行き過ぎた行動をとったことで、逆に自らのイメージダウンに繋がってしまう。選挙期間中にも「私は○○ではない」という言い回しを好み、バートレットとの違いを見せようとした。更に、候補同士の討論会では、バートレット大統領に徹底的に論破されてしまい敗北を印象付けてしまう。実際の投票にもその討論会の模様が影響を与えてしまい、選挙戦でも敗れてしまった。多くのアドバイザーを抱えていることがシーズン4の第1話、第2話でのジョシュとトビーの会話で取り上げられる。実際に政策にはアドバイザーの名前を定冠詞にしていた。バートレットが作中で言及したように、あまり賢明ではないようである。
グレナレン・ウォーケン下院議長 (Speaker of the House Glenallen Walken R-MO) - 吹替：大和田伸也（シーズン4）
ミズーリ州第6区選出。合衆国憲法修正25条（大統領権限の一時的委譲）を発動したバートレット大統領から大統領職を期限付きながらも代行職として委譲される。シーズン4最終話で大統領代行に任命された際、飛行禁止発令中に飛行していた正体不明の飛行機のパイロットが、ゾーイ誘拐とその後の一連の騒動に悪のりしていたとの報告を受けて「私なら、その飛行機に自分の母親が乗っていたとしても撃ち落としただろう」と平然と発言するなど、根っからの保守派であることがうかがえる。短い期間ではあったが大統領職代行を威厳を持って勤めたが、その合間に大統領秘書として留任していたデボラに「まさか私が大統領になるとはな。なりたいと思ったことは一度もないのに」と打ち明けている。ゾーイの事件解決後は、速やかに大統領権限をバートレットに返還した。
シーズン5第10話の、ラシター元大統領の葬儀にも、大統領職経験者のひとりとして、他の元大統領たちと共に参列した。
ベスというパグ犬を飼っている。
ジェフ・ハフリー下院議長 (Speaker of the House Jeff Haffley R-WA)
ワシントン州選出。グレナレン・ウォーケン下院議長が大統領代行に就任するのに伴って、後任の下院議長に就任。
ジョシュいわく、「共和党から見てもファシスト」だという。
シーズン5第4話で、ルイス・ベリーヒル国務長官をホインズ副大統領の後任とすることに反対し、自身の推薦する副大統領候補リストを突きつける。そのリストに書かれた人物は、ジョシュをして「ハフリーは自分が実質的なナンバー2でいたいんだ」、「このリストの連中は、国を背負って立つ器じゃない」と言わしめ、またトビーをして「こんなリスト、冗談じゃない」と言わしめるほどの人物ばかりであったが、最終的に大統領は、ハフリーの要求をのみ、リストの中からロバート・ラッセルを副大統領に指名せざるを得なくなる。その後も、下院議長として民主党へレベルの低い妨害を繰り返す。
シーズン7でサントス民主党大統領候補が当選し、同時に行われていた下院選で民主党が多数を取ったことを受け、議長職を失職した。
演じているのはスティーヴン・カルプ。

## 大使たち

### 在外のアメリカ大使
ケン・コクラン (Ken Cochran)
駐ブルガリア大使。大使の人選の中で、ブルガリア首相の娘との不倫が発覚し、辞任させられる。チャーリーと以前から顔見知りであり、アルバイトしていた場所にいたコクランがやってきていたことを知っていた彼はあまりよく思っていなかった。解任というスキャンダルを嫌ったバートレットによって、会社役員の地位に「栄転」させられた。

### 諸外国の駐米大使
ジョン・マーベリー卿 (Lord John Marbury) - 吹替：前田昌明
駐米英国大使。レオのことをわざと間違えて「ジェラルド」と呼ぶなど、常に気取った態度を見せることもあってか、レオとはあまり仲が良くない。
シーズン1のカシミール問題で英政府よりアドバイザーとして派遣される。先祖がインドの総督を務めており「彼らを最もよく知っており、王室よりお墨付きを与えられている」として問題解決に活躍する。
MD（ミサイル防衛）の専門家で、たびたび大統領に助言をすることがある。
英王室に繋がる名家の当主でいくつかの爵位を持っている(侯爵や伯爵など)。
気取った態度やお調子者な態度を取ってスタッフ達から変人扱いされているが知識人でもある（大統領が思い出せなかった聖書の一節を語り、ミサイル防衛について皮肉交じりに議論したり、駐米大使に就任した後、アビーの誕生パーティーでマッガンのホワイトハウス招待についてトビーと歴史観など交え議論したりした）。女性からの人気は高い。
シーズン6では、中東和平会談の為ホワイトハウスに駐米大使として助力の為に来る。
ナディア・コズロウスキー (Nadia Kozlowski)
駐米ロシア大使。ロシア政府がミサイルサイロの爆発を石油精製施設の爆発だと虚偽情報を公表した際、衛星写真でサイロの爆発を確認していた大統領やレオからホワイトハウスに呼ばれ、問いただされる。しかし彼女は、頑としてサイロの爆発を認めず、精製施設の爆発だと主張した。

## 外国要人
ニンバラ大統領 (President Nimbala of Equatorial Kundu)
アフリカの国、赤道クンドゥー共和国（架空）の大統領。父親からの世襲であるらしい。
トビー曰く「立派な大統領で、軍人としても立派な司令官だ」とのこと。赤道クンドゥー共和国は国の地理的位置によって災難な状態に陥っており、今回のアメリカ訪問は製薬業界とのサミットのためにアフリカ代表としてやってきた。しかし、国内の事情が複雑であったために製薬業界との話し合いは不調になっていき、トビーとジョシュから妥協を迫られて合意した。
アメリカを訪問していた中で、本国で軍のクーデターが発生。息子や兄弟や全員処刑されて亡くなってしまい、妻はケニアに逃れたとバートレット大統領から教えられた。アメリカへの亡命を勧められるも、クンドゥーのアメリカ大使館員などが人質に取られることを懸念して、本国への帰還を強行する。しかしクーデター軍の前に為すすべなく、空港の駐車場で処刑された。
アブドゥル・イブン・シャリーフ (Defense Minister Abdul ibn Shareef of Qumar)
女性差別などで知られる中東の国クマー（架空）の国防大臣。クマーの現国王（スルタン）の兄である。国防大臣という表の顔を持つ一方で、裏ではゴールデンゲートブリッジ爆破を企てたテロ組織の協力者という裏の顔を持つ。
アメリカを訪問した際、ホワイトハウスでバートレット大統領と会見し、最後に握手を求めるも「手におできができているから」という理由で拒否される（実は嘘）。
バートレット大統領と会見した際、プレゼント交換をし、大統領からはペンを贈られている。実はそのペンには盗聴器がセットされていたが、シャリーフ本人はそれに気付かず、喜んでいた様子。
クマーへ帰還する途中、専用機のトラブルでバミューダにあるイギリス空軍の飛行場へ緊急着陸した際、待ち伏せていた数名のアメリカ軍兵士によって、2人のボディガードと共に暗殺される。実は専用機のトラブルというのは嘘であり、アメリカが送り込んだ専用機のパイロット「ジャミール・バリ」によって作られたものだった。

## メディア関係者

### ホワイトハウスの記者たち
ダニー・コンキャノン (Danny Concannon) - 吹替：水野龍司（シーズン1-4）
ワシントン・ポスト紙ホワイトハウス担当記者。CJに好意を抱いており、CJからはたびたび邪険にされながらも、何度も言い寄っている。
ジョシュから「CJは金魚が好き」という話を聞いて、CJに金魚をプレゼントしたが、実はCJが好きなのは「ゴールドフィッシュ」という名前のカクテルクラッカーだったことが明らかになる。CJは、この金魚を「ゲイル」と名付けて、オフィスで飼っており、ドラマ中でもCJがゲイルに餌をやったり、「ゲイルちゃん」と呼びかけたりする様子が見受けられる。
バートレット大統領と同じく、ノートルダム大学出身。そのため、CJがノートルダム大をバカにする発言をしてしまい、大統領から罰ゲームを受けた際には、ダニーもCJに嫌がらせをしている。また、大統領になる前のバートレットとは選挙戦から交流があり、夜中に何度も語りあったことをバートレットは明かしていた。
記者でありたいと思い、ポストの主幹候補になったことを嫌がっていた。だが結局主幹となってホワイトハウスを離れたが、シーズン7で復帰した。CJとは再会後に復縁するが、CJは首席補佐官となっていたことで以前のように行動できなかった。その後やりたいことをしろとCJにアドバイスして、去就に悩んでいたCJと後に結婚し、子供が生まれた。
スティーヴ
ホワイトハウス記者。シーズン1からシーズン7最終回までいたことから8年間ホワイトハウス報道記者を務めた模様。度々CJとの関連シーンがあり、彼女から信頼されている記者の1人であった。娘がペンシルベニア大に入学した。最終回の終盤のシーンではCJが首席補佐官になって以降、初めて会見室の演壇に登ってホワイトハウスを去る日のCJが浸っているところに現れて、彼女を最高の報道官だったと言い、別れを惜しんだ。
ケイティー・ウィット (Katie Witt)
ホワイトハウス記者。CJとの質問のやりとりが何度かあった。
ジェシー
ホワイトハウス記者で黒人の女性。毎回厳しい質問を投げかける。CJが歯の治療で神経を取ったため、代役として記者会見に出たジョシュが失言したのも、ジェシーの質問がきっかけだった。
クリス
ホワイトハウス記者で女性。パーマで眼鏡をかけている。シーズン6でもその姿を確認されているなど古参の記者であった。
ジャック
ホワイトハウス記者で男性。マンディーのメモが流失してそれをダニーがスクープしたことでCJとの仲が悪くなった際に、いつもCJがダニーに回していた補足情報を彼に回して、ダニーの前で恥をかかせた時の記者。
グレッグ・ブロック(Greg Brock)
ニューヨーク・タイムズのホワイトハウス担当記者。シーズン5から登場。「CJの一日」ではインタビューを受けた。シーズン6-7の軍用シャトル情報漏えい問題ではトビーから情報提供を受けて記事にしたことで大問題となり、情報源を明かさなかったために収監されることになった。

### テレビ関係者
マーク・ゴットフリード (Mark Gottfried) - 吹替：有本欽隆
政治討論番組「キャピタルビート」の司会者。
「キャピタルビート」には、ホワイトハウス関係者も多く登場することから、CJやサムとも友人である。
大統領の3回目の一般教書演説の後（シーズン2第13話から14話）、「キャピタルビート」をホワイトハウスから生中継する。

### その他の関係者
コリン・エアーズ (Colin Ayres)
写真記者。

## その他の出演者
ローリー (Laurie) - 吹替：入江純
サム・シーボーンと一夜を共にし、その後恋仲となるコールガール。ロースクールに通う学費を稼ぐために高級コールガールの仕事をしているが、仕事のない時は図書館で勉強に励むなど非常に真面目。サムとの恋仲は真剣な交際であったものの、しかしコールガールという職業が災いして世間（特に記者たち）からは誤解を受ける。サムは不本意であったものの、トビーや同僚から「メディアの格好の標的になる」と警告されていたためにローリーと会うことを控えていたが、彼女がロースクール卒業を果たしたその日の晩に、友人・ジャニーンのセッティングで会うことになる。しかし、その場でついに待ち伏せていた「ロンドン・デイリー・ミラー」紙の記者に2ショットを撮られてしまい、サムと共にピンチに陥る。しかしサムから真相を聞いたバートレット大統領により、ロースクールへの卒業を祝福されると共に、法曹界に入る際にはコールガールという経歴が不利になることのないよう、司法長官が法曹界入りを保証する、と確約を受けた。
スタンリー・キーワース博士 (Dr. Stanley Keyworth) - 吹替：佐々木梅治
精神科医。アメリカトラウマ被害者協会（ATVA）に所属し、トラウマに苦しむ人々の診察にあたっている。
レオの紹介で、ジョシュの精神状態を診察するために、研修中の助手、ケイサ・トラスクと共にホワイトハウスにやって来る（シーズン2第10話）。大統領襲撃事件で負傷したトラウマに悩まされていたジョシュを診察。自分がトラウマに悩まされていることを受け入れられず、何度も噛みついてくるジョシュをなだめながら、徐々にジョシュに過去を認識させていく。その結果、ジョシュから尊敬の念を持って受け入れられるようになる。
シーズン3で「内々の呼び出し」を受け、再びホワイトハウスにやって来る。この時は、大統領から不眠に関する相談を受け、大統領を診察する。
ヨーヨー・マ (Yo-Yo-MA)
有名なチェリスト。本人役でゲストスターとして登場。セリフはない。
ジョン・ボン・ジョヴィ（Jon Bon Jovi）
ロックスター。本人役でシーズン7にゲストスタートして登場。サントス陣営の応援に駆け付け、キャンペーントレーラーでサントスの２人の子供の面倒を見る。ジョシュに社会活動への協力を求めるためサントスとの面談を要求する。
ジョードン・ケンドール (Jordon Kendall) - 吹替：藤木聖子
女性弁護士。大統領のMS問題が持ち上がった際にレオの個人弁護士を務める。
レオとは旧知の仲であり、大統領もレオとの会話の中で「ジョードン」と名前で呼んでいることから、大統領とも知り合いのようである。
シーズン4でシャリーフ暗殺の件について、大統領とレオの要請で首席補佐官室法律顧問に就任する。